# جمال عبدالناصر
جمال عبدالنّاصر حسین (عربی: جمال عبد الناصر حسين؛ ۱۵ ژانویهٔ ۱۹۱۸ – ۲۸ سپتامبر ۱۹۷۰) سیاستمدار مصری بود که از ۱۹۵۶ تا هنگام مرگش در ۱۹۷۰ به‌عنوان دومین رئیس‌جمهور مصر فعالیت کرد. او رهبر انقلاب ۱۹۵۲ مصر بود که منجر به سرنگونی پادشاهی خاندان محمد علی شد. او در سال بعد قانون اصلاح کشاورزی را اجرا کرد. ناصر در سال ۱۹۵۴، هنگامی که ترور او به دست یکی از اعضای اخوان‌المسلمین به سرانجام نرسید، به این سازمان یورش برد. وی، اولین رئیس‌جمهور مصر، محمد نجیب، را در حبس خانگی قرار داد و خود به جای او نشست. او در همه‌پرسی ۲۳ ژوئن ۱۹۵۶، رسماً رئیس‌جمهور شد.
پس از ملی کردن کانال سوئز و پیروزی سیاسی ناصر در بحران سوئز محبوبیت او هم در مصر و هم در جهان عرب، به‌طور چشمگیری افزایش پیدا کرد. در سایه این پیروزی و محبوبیت، درخواست‌ها برای یکپارچگی عربی تحت رهبری او افزایش یافت که منجر به ایجاد جمهوری متحده عربی (۱۹۵۸–۱۹۶۱) از اتحاد میان مصر و سوریه گردید. در سال ۱۹۶۲، ناصر توانست چند طرح سوسیالیستی نوسازی را به اجرا درآورد. هرچند شکست‌هایی در پروژهٔ یکپارچگی عربی (نظیر جدایی سوریه از مصر) رخ نمود، اما با آغاز سال ۱۹۶۳، هوادارانش در چند کشور عربی به قدرت رسیدند. این زمانی بود که او درگیر جنگ داخلی یمن شده بود. ناصر اجازهٔ شرکت مخالفان در انتخابات را صادر نکرد و دور دوم ریاست‌جمهوری را در مارس ۱۹۶۵ بدون آنان آغاز کرد. اما پس از پیروزی در انتخابات به دلیل شکست مصر در جنگ شش‌روزه ۱۹۶۷، استعفا داد؛ ولی با فشار راهپیمایی‌های مردمی که خواستار تداوم ریاست‌جمهوری وی بودند، از این تصمیم منصرف شد و به خواسته راهپیمایان تن داد.
ناصر از اوایل ۱۹۶۷، خود را به نخست‌وزیری منصوب کرد و برای بازپس‌گیری سرزمین‌های از دست رفتهٔ مصر در جنگ شش‌روزه، جنگ فرسایشی در پیش گرفت. او ضمن سیاست زدایی از ارتش مصر، چند اصلاحیه برای آزادی سیاسی اجرا کرد. سرانجام ناصر پس از پایان جلسهٔ سران اتحادیه کشورهای عرب در ۱۹۷۰، بر اثر سکتهٔ قلبی ناگهانی، درگذشت. پس از مرگ وی غم و اندوه جهان عرب را فراگرفته بود. در مراسم تشییع جنازه‌اش در قاهره پنج میلیون نفر شرکت کردند.
ناصر امروزه نیز در جهان عرب به دلیل گام‌هایش در زمینه‌های عدالت اجتماعی، یکپارچگی عربی، سیاست‌های ضد امپریالیسم، شخصیتی بارز به‌شمار می‌رود. آن دوره که به عنوان دوران ریاست‌جمهوری‌اش از آن یاد می‌شود، باعث رونق فرهنگ مصر شده و در آن زمان چند پروژه بزرگ اقتصادی مثل سد اسوان و شهر حلوان به بهره‌برداری رسید. منتقدان ناصر مواردی نظیر دیکتاتوری، فساد، بی‌کفایتی، نقض حقوق بشر و چیرگی نظامی او بر ادارات سیاسی که الگوی دیگر دولت‌های مصر نیز شد را برشمرده‌اند.

## زندگی

### دوران کودکی تا دبیرستان

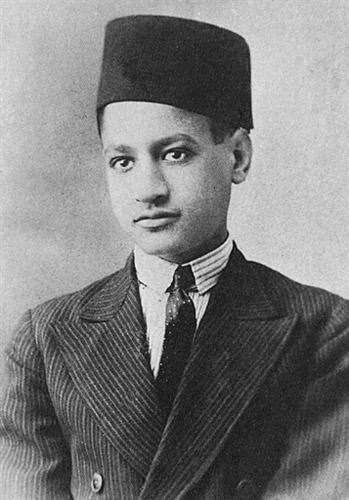
ناصر در ۱۹۳۱

جمال عبدالناصر بن حسین بن خلیل بن سلطان المری در ۱۵ ژانویهٔ ۱۹۱۸، مصادف با روزهای شکل‌گیری انقلاب ۱۹۱۹ در خانهٔ پدری اش واقع در -شمارهٔ ۱۲ خیابان قنوات- محلهٔ باکوس در اسکندریهٔ مصر، متولد شد. جمال نخستین فرزند فهیمه و ناصر حسین بود. پدر جمال در روستای بنی مر در استان اسیوط متولد شد و در اسکندریه بزرگ شد. که در آنجا وکیل دفتر نامه‌رسانی در محلهٔ باکوس شد و در ۱۹۱۷، با دختری به نام «فهیمه» که در ملوی در منیا متولد شده بود، ازدواج کرد. حاصل این ازدواج ناصر و دو فرزند بعد از او به نام «عز العرب» و «اللیثی» بود. نویسندگان زندگی‌نامهٔ ناصر نظیر روبرت استیونس و سعید ابوالریش نوشته‌اند، خانواده پدری جمال به «مفهوم شکوه و عظمت عرب» اعتقاد داشتند که این در نام برادر ناصر «عز العرب» (به معنی عزت و شکوه عربی)، که استفاده از آن اسم در مصر رایج نبود مشهود است.
ناصر به کودکستانی در محرم بک اسکندریه رفت. خانوادهٔ ناصر به دلیل شغل پدر مسافرت‌های زیادی کردند. آن‌ها در ۱۹۲۱، از اسکندریه به اسیوط و بعد از آن هم در ۱۹۲۳ به خطاطبه نقل مکان کردند. جمال دوران ابتدایی را در همین شهر به دبستان رفت و تا ۱۹۲۴ در خطاطبه زندگی کرد. سپس در ۱۹۲۵ به مدرسهٔ دبستان نحاسین در جمالیهٔ قاهره پیوست و پیش عمویش، خلیل حسین، برای سه سال ماند. جمال در این سال‌ها، تنها در تعطیلات تحصیلی به دیدن خانواده می‌رفت.
جمال با مادرش نامه‌نگاری می‌کرد، اما ناگهان از آخر آوریل ۱۹۲۶ دیگر نامه‌ای از طرف مادر دریافت نکرد. به همین خاطر به خطاطبه آمد و فهمید که مادرش دو هفته قبل و بعد از تولد برادر سومش، شوقی، درگذشته بود. لیکن بستگان صلاح ندیده بودند که به وی اطلاع دهند. ناصر بعدها گفت: «درگذشت مادرم در نوع خودش بیش از حد ناراحت‌کننده بود، این‌گونه از دست دادنش و خداحافظی نکردن با او، ضربهٔ روانی بود که گذشت زمان نیز آن را پاک نکرد.»
قبل از پایان همان سال، پدرش دوباره ازدواج کرد که باعث شد ناراحتی جمال ریشه‌دارتر شود.
پس از اینکه جمال سه سال در نحاسین قاهره ماند، پدرش در تابستان ۱۹۲۸ او را نزد پدربزرگ مادری اش فرستاد، تا مقطع دبستان را در عطارین اسکندریه به اتمام برساند. در ۱۹۲۹ جمال به دبیرستان شبانه‌روزی حلوان رفت و یک سال آنجا بود. سال بعد پدر جمال به خدمات‌رسانی پست اسکندریه منتقل شد، جمال نیز به مدرسه رأس‌التین اسکندریه ملحق شد. از همین هنگام بود که جمال فعالیت‌های سیاسی‌اش را آغاز کرد. او تظاهراتی را در میدان منشیهٔ اسکندریه شاهد بود و بدون آنکه هدف راهپیمایان را بداند به آنان پیوست. بعدها فهمید که حزب ملی‌گرای مصر جوان این اعتراض را به پا کرده بود و تظاهرات ضد استعمار انگلستان در مصر بود. این تظاهرات اعتراض به تصمیم نخست‌وزیر مصر، اسماعیل صدقی، مبنی بر باطل کردن قانون اساسی ۱۹۲۳ بر پا شده بود. جمال در همین تظاهرات دستگیر شد و یک شب نیز در بازداشت بود تا اینکه پدرش سرانجام وی را بیرون آورد.

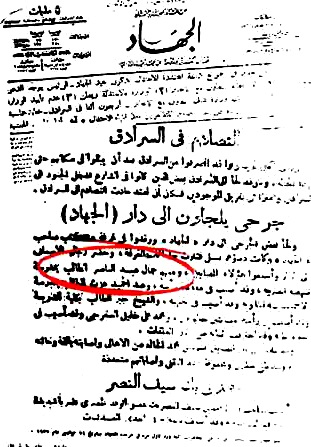
اسم ناصر در روزنامهٔ الجهاد

زمانی که پدر جمال در سال ۱۹۳۳ به قاهره رفت، جمال با او همراه و در دبیرستان نهضه واقع در محلهٔ ظاهر قاهره ثبت نام کرد. آنجا در چند تئاتر مدرسه‌ای حضور داشت و مقاله‌هایی هم نظیر «ولتر، مرد آزادی» را در مجلهٔ مدرسه نوشت. مقالهٔ مذکور در مورد فیلسوفی فرانسوی به نام ولتر بود. در ۱۳ نوامبر ۱۹۳۵ بود که جمال یک تظاهرات دانش‌آموزی را رهبری کرد. بهانه این راهپیمایی اعتراض به تصمیم امپراتوری بریتانیا بود، که طبق اعلام ساموئل هوار، وزیر خارجهٔ بریتانیا، عمل مجدد به قانون اساسی مصر را رد می‌کرد. در آن راهپیمایی دو نفر از تظاهر کنندگان کشته شدند و خود جمال نیز از ناحیه پیشانی در اثر شلیک یک افسر بریتانیایی آسیب دید. همراهانش به سرعت وی را به ساختمان روزنامهٔ الجهاد، که اتفاقاً نزدیک محل حادثه بود منتقل کردند. صبح فردا که لیست مجروحان حادثه در روزنامه الجهاد منتشر شد مجروحی با نام جمال عبدالناصر نیز در میان آنان به چشم می‌خورد. سر انجام در ۱۲ دسامبر، پادشاه جدید، فاروق، فرمان اجرای مجدد قانون اساسی را صادر کرد.
فعالیت‌های سیاسی ناصر در دوران دبیرستان آنچنان افزایش یافت که وی تنها در ۴۵ روز تحصیلی سال پایانی دبیرستان شرکت کرد. ناصر به شدت مخالف پیمان ۱۹۳۶ بریتانیا-مصر مبنی بر تمدید حضور نظامی بریتانیا در مصر بود. اما تقریباً همهٔ نیروهای سیاسی مصر این پیمان‌نامه را تأیید کردند. در نتیجهٔ آن پیمان، ناآرامی‌های سیاسی در مصر کاهش یافت و ناصر نیز تحصیلاتش را در النهضه ادامه داد تا در اواخر آن سال، موفق شد مدرک پایان تحصیلی دبیرستان را از النهضه بگیرد.

### تأثیرپذیری‌های جوانی
ابوریش باور دارد که ناصر از نقل مکان مکرر ناراحت نبود، بدین دلیل که این سفرها سطح فکری وی را بالا برد و به وی تبعیض و قشربندی جامعهٔ مصر را نشان داد. جایگاه اجتماعی ناصر خیلی پایین‌تر از اعیان ثروتمند مصری بود و نارضایتی وی از کسانی که ثروتمند و با قدرت متولد می‌شدند، در طول زندگیش بیشتر شد. ناصر در ۱۹۳۳، خصوصاً زمانی که نزدیک کتابخانه و اسناد ملی مصر زندگی می‌کرد، بیشتر اوقات فراغتش را به مطالعه می‌پرداخت. وی قرآن، احادیث پیامبر اسلام، محمد و زندگی‌نامهٔ صحابه و زندگی‌نامهٔ فرماندهان ملی‌گرا نظیر ناپلئون، آتاترک، بیسمارک، گاریبالدی و چرچیل را مطالعه می‌کرد.
ناصر تحت تأثیر ملی‌گرایی مصری قرار داشت که توسط مصطفی کامل، شاعری مصری به نام احمد شوقی ترویج می‌شد و نیز توسط مربی‌اش در دانشکدهٔ نظامی، عزیز المصری در او رشد می‌یافت. چنان‌که ناصر در سال ۱۹۶۱، از این مربی در مصاحبه‌ای قدردانی نمود. ناصر تحت تأثیر رمان «بازگشت روح» (عودة الروح) از نویسندهٔ مصری، توفیق الحکیم، قرار گرفت. در آن نویسنده نوشته بود: «مردم مصر تنها به شخصیتی که تمام احساسات و خواسته‌هایشان را بازی کند احتیاج دارند، کسی که برای آن‌ها سنبل هدفشان باشد». این رمان سر آغاز تصمیم ناصر برای انقلاب ۱۹۵۲ بود.

## زندگی نظامی

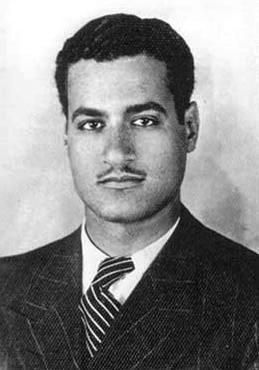
تصویر ناصر در دانشکدهٔ حقوق، ۱۹۳۷.

در ۱۹۳۷، ناصر در آزمون دانشکدهٔ افسری شرکت کرد و در تست سلامت بدنی پذیرفته شد، اما پلیس مشارکت او را در تظاهرات ضددولتی ثبت کرده بود. بنابرین از ورودش به این دانشکده ممانعت شد. بعد از آن ناصر به دانشکدهٔ حقوق در دانشگاه ملک فؤاد (دانشگاه قاهره کنونی) پیوست. اما پس از یک ترم از دانشگاه انصراف داد و دوباره برای ورود به دانشکدهٔ نظامی درخواست کرد. ناصر در دوران جوانی چون بر اثر مطالعاتش مجذوب داستان‌های آزادی‌خواهان ملی‌گرا و فاتحان بزرگ شده بود، خیلی زیاد در مورد «عزت، شکوه و آزادی» صحبت می‌کرد. بدین ترتیب نظامی گری در اولویت اصلی او قرار گرفته بود و چشم‌انداز اهداف خود را در رشتهٔ حقوق نمی‌دید.
ناصر برای نیل به این هدف به دنبال کسی گشت که سفارش وی را بکند و توانست با وزیر جنگ آن زمان، ابراهیم خیری پاشا، دیدار کند. این شخص مسئولِ هیئت انتخاب در این دانشکده بود و ناصر از وی درخواست همیاری کرد. ابراهیم خیری پاشا نیز با درخواست ناصر موافقت کرد تا در اواخر سال ۱۹۳۷ با ورود او به دانشکدهٔ نظامی موافقت کردند. در آن دوران ناصر بیشتر به زندگی نظامی خود اهمیت می‌داد و کمتر با خانواده در تماس بود. ناصر در این دانشکده، با عبد الحکیم عامر و انور سادات آشنا شد، که هر دو وقتی که ناصر رئیس‌جمهور مصر شد، دوستان و همکاران مهم او شدند. ناصر از این دانشکده در ژوئیه ۱۹۳۷، درجهٔ ستوان دومِ پیاده‌نظام را کسب کرد و به منقباد فرستاده شد. در همین زمان بود که ناصر برای اولین بار با نزدیک‌ترین دوستان خود مثل جمله سادات و عامر، در مورد نارضایتی اش از فساد موجود در کشور و تمایل اش به سرنگونی سلطنت گفتگو کرد. سادات بعدها نوشت ناصر به دلیل «انرژی بالا، روشن فکری و داوری متعادل اش»، بدون رأی‌گیری در نقش رهبر گروه پذیرفته شد.

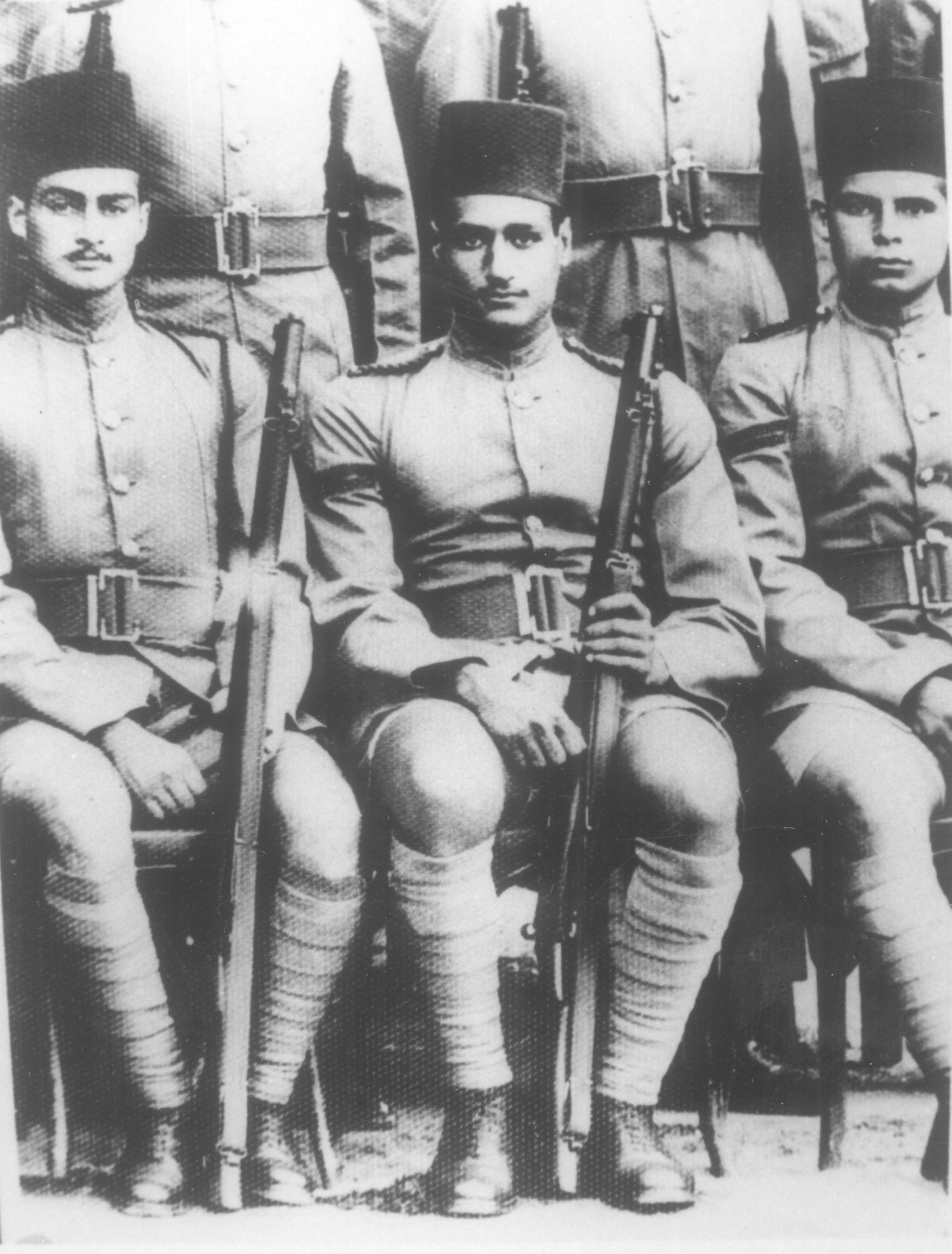
ناصر (در راست)، با احمد مظهر

در ۱۹۴۱، هنگامی که سودان بخشی از مصر بود، ناصر به آنجا فرستاده شد. در سپتامبر ۱۹۴۲، ناصر پس از مراجعتی کوتاه به مصر دوباره به سودان بازگشت. سپس در ماه مهٔ ۱۹۴۳ شغل معلمی در دانشکدهٔ نظامی پادشاهی قاهره را به دست آورد. در ۱۹۴۲ میلادی، مایلز لامپسون، سفیر بریتانیا به کاخ ملک فاروق رفت و آنجا را با تانک محاصره کرد که در طی آن سفیر بریتانیا فرمان برکناری حسین سری باشا را به دلیل گرایش به نیروهای محور صادر کرد. ناصر این رخداد را پایمال کردن تمامیت ارضی و استقلال مصر دانست و در مورد آن گفت: «از ارتشمان خجالت می‌کشم که هیچ واکنشی در مقابل این حمله از خود نشان نداد.»
بعد از آن سال ناصر در دانشکده ستاد نظامی قبول شد. او در همین زمان به تشکیل گروهی از افسران جوان ارتش که دارای حس قوی ملی‌گرایی بودند، اقدام کرد. ناصر جستجو برای پیدا کردن افسران مورد نظرش را در تمام بخش‌های نیروهای مسلح مصر ادامه داد و با گروهش از طریق عبدالحکیم عامر در ارتباط بود.

### جنگ ۱۹۴۸ فلسطین

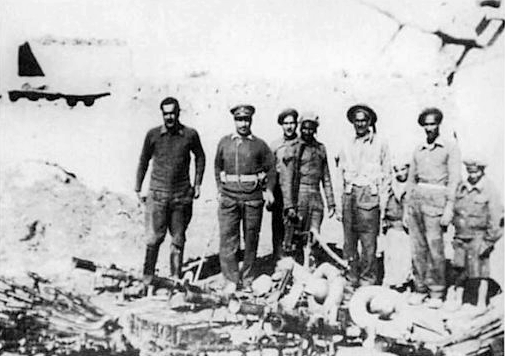
ناصر (اولی از چپ) با یگانش در فالوجه، اسلحه‌هایی که از ارتش اسرائیل خلال جنگ فلسطین به غنیمت گرفته‌اند را به نمایش می‌گذارند.

نخستین نبرد نظامی برای ناصر، جنگ عرب‌ها و اسرائیل در سال ۱۹۴۸ در فلسطین بود. او در ابتدا برای خدمت در کمیتهٔ عالی عرب (ک.ع. ع) به فرماندهی محمد امین الحسینی داوطلب شد. البته ناصر پیش از آن با الحسینی دیدار کرده بود و تحت تأثیر شخصیت وی قرار داشت. ولی دولت به دلایل نامعلوم حضور نیروهای ک.ع. ع در جنگ را نپذیرفت
در ماه مهٔ ۱۹۴۸ بود که ملک فاروق ارتش مصر را به فلسطین فرستاد. که ناصر در گردان ششم پیاده‌نظام آن خدمت می‌کرد. در هنگام جنگ، ناصر دربارهٔ آماده نبودن ارتش مصر، چنین گفت: «ارتشمان جلوی تمجید و تعریف‌ها از هم پاشید.»
ناصر نایب فرماندهٔ نیروهای مصریِ مسؤول بر حفاظت از فالوجه بود. ناصر آسیب کمی در نبرد ۱۲ ژوئیه دید. در ابتدای ماه اوت، ناصر با گروهش توسط اسرائیل محاصره شد، ولی گروهش تن به تسلیم نداد. گفتگوها بین اسرائیل و مصر سرانجام منجر به عقب‌نشینی مصر از فالوجه به نفع اسرائیل شد. ناصر در خلال محاصره شروع به نوشتن کتاب «فلسفه انقلاب» کرد.
طبق نوشتهٔ اریک مارگولیس روزنامه‌نگار آمریکایی، نیروهای مصری در فالوجه با وجود آنکه از مرکز فرماندهی جدا شده بودند، بمباران شدیدی را تحمل کردند. مدافعان از جمله ناصر، تبدیل به قهرمانان ملی آن روزها شدند.
با وجود محافظه‌کاری دولت پادشاهی که بخاطر فشارهای بریتانیا برای برپایی استقبال مشکل داشت، خوانندهٔ مصری، ام کلثوم در جشن مردمی بازگشت افسران حضور یافت. این شرایط انگیزهٔ ناصر را برای سرنگونی پادشاهی شدت بخشید.
بعد از جنگ ناصر به پیشه قبلی خود، آموزگاری در دانشکده نظامی برگشت. در اکتبر ۱۹۴۸، چند نفر نماینده نزد اخوان‌المسلمین فرستاد تا برای تشکیل ائتلاف با این حزب گفتگو کنند؛ که باعث شد دریابد جهت‌گیری اخوان با گرایش ملی‌گراییاو متفاوت است. از آنجا بود که سیاست دوری جستن از این گروه را در پیش گرفت و برای جلوگیری از تأثیر اخوان بر فعالیت‌هایش شروع به اقداماتی پیشگیرانه کرد. ناصر عضو هیئت ارسالی مصر به رودس در فوریهٔ ۱۹۴۹ بود. این هیئت برای گفتگو به منظور صلح رسمی با اسرائیل فرستاده شد و ناصر در آنجا شرط‌های صلح را خوارکننده توصیف کرد. در مارس ۱۹۴۹، در همان هنگام که اسرائیلی‌ها در حال گفتگو با مردم عرب بودند، توانستند که به راحتی منطقهٔ ایلات را اشغال کنند.

## انقلاب

### افسران آزاد

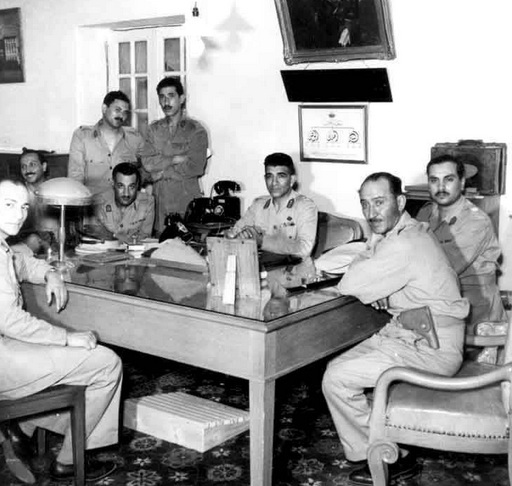
افسران آزاد بعد از انقلاب ۱۹۵۲ (پادساعت‌گرد): زکریا محیی‌الدین، عبداللطیف البغدادی، کمال‌الدین حسین (ایستاده)، ناصر (نشسته)، عبد الحکیم عامر، محمد نجیب، یوسف صدیق و احمد شوقی.

بازگشت ناصر به مصر مصادف با کودتای حسنی الزعیم در سوریه شد. موفقیت این کودتای نظامی در سوریه و پشتیبانی مردم سوریه از او، ناصر را هم به کودتا تشویق کرد. کمی پس از بازگشتش بود که نخست‌وزیر وقت ابراهیم عبدالهادی، از ناصر بازجویی کرد. الهادی شک داشت که ناصر دست به تشکیل گروه افسران مخالف زده است. که ناصر این اتهام را به شکل قانع‌کننده‌ای تکذیب کرد. عبدالهادی خودش هم برای تصمیم دربارهٔ تغیرات ساختاری ضد ارتش، به ویژه رئیس ستاد ارتش که از او بازجویی می‌شد، مردد بود و پس از آن ناصر را آزاد کرد. این بازجویی ناصر را ترغیب کرد که برنامهٔ کودتا را سرعت ببخشد.
پس از ۱۹۴۹، گروه ناصر، اسم «جنبش افسران آزاد مصر» را برای تشکل خود انتخاب کرد و ناصر به ساماندهی کمیتهٔ بنیانگذار خیزش افسران آزاد پرداخت، که متشکل از ۱۴ نفر ازمیان جمعیت‌های سیاسی و اجتماعی مختلف بود و شامل نمایندگانی از مصر جوان، اخوان‌المسلمین، حزب کمونیست مصر و طبقهٔ اشرافی می‌شد. ناصر با اکثریت آراء رئیس این سازمان شد.
در انتخابات مجلس نمایندگان سال ۱۹۵۰، حزب وفد اکثریت مجلس را از آن خود کرد. این مسئله به غیبت اخوان‌المسلمین، که انتخابات را تحریم کرده بود بازمی‌گشت. اما به سیاستمداران حزب وفد اتهام فساد زده شد و شک و شایعاتی پیرامون آنان منتشر گردید. این وقایع افسران آزاد را ترغیب کرد تا وارد عرصهٔ سیاسی مصر شوند. هنگامی که این تصمیم گرفته شد، اعضای گروه به ۹۰ تن می‌رسید. طبق نظر خالد محیی‌الدین: «هیچ‌کس همهٔ اعضا را نمی‌شناخت و جایگاه آن‌ها، به جز ناصر، در هرم اهمیت سیاسی، مبهم بود.»
ناصر از شرایط برداشت کرد که افسران آزاد آماده خیزش ضد دولت نیستند پس فعالیت‌هایش را به مدت دو سال محدود به بسیج کردن افسران و انتشار یک سری بیانیه کرد.
در ۱۱ اکتبر ۱۹۵۱، دولت الوفد پیمان بریتانیا-مصر ۱۹۳۶، را که به بریتانیا اجازه می‌داد بیست سال، تا سال ۱۹۵۶ بر کانال سوئز سیطره داشته باشد باطل کرد. طبق گفتهٔ انور سادات: «در این هنگام ناصر حمله‌های گستردهٔ ترور را آغاز کرد.»
در ژانویهٔ ۱۹۵۲، هنگامی که حسین سری عامر در قاهره در حال رانندگی بود، ناصر و حسن ابراهیم به قصد ترور با مسلسل‌های دستی ماشین را به رگبار بستند. اما به جای کشتن این افسر، گلولهٔ آنان به یک زن رهگذر اصابت کرد. ناصر گفت برای او گریه کرده و این ماجرا وی را از تصمیمش منصرف کرد.
سری عامر به ملک فاروق نزدیک بود و کاندیدای ریاست بر باشگاه افسران شد. ناصر هم مصمم بود که ارتش از پادشاهی مستقل شود. او به واسطهٔ عبد الحکیم عامر از محمد نجیب خواست که به افسران آزاد بپیوندد. محمد نجیب افسری دارای محبوبیت مردمی بود و در جنگ ۱۹۴۸ با اسرائیل، سه بار زخمی شده بود. نجیب درخواست ناصر را پذیرفت. او در ۱۹۴۲ استعفایش را به ملک فاروق تقدیم کرده بود.

### انقلاب ۲۳ ژوئیه

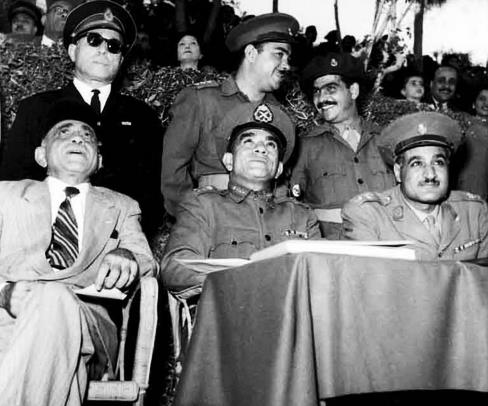
فرماندهان مصر پس از سرنگون کردن فاروق، نوامبر ۱۹۵۲، از چپ به راست: سلیمان حافظ، محمد نجیب و ناصر

روز ۲۵ ژانویهٔ ۱۹۵۲بود که درگیری‌هایی بین نیروهای انگلیسی با پلیس اسماعیلیه روی داد، این درگیری منجر به کشته شدن ۴۰ پلیس مصری شد. بر اثر این ماجرا، روز بعد اغتشاشاتی در قاهره روی داد که آن نیز ۷۶ کشته برجای گذاشت. پس از آن ناصر برنامه‌ای شش بندی در مجلهٔ روز الیوسف برای جدا شدن از نظام ارباب رعیت و استقلال مصر از بریتانیا منتشر کرد. در ماه مه ۱۹۵۲، ناصر پیامی دریافت کرد که ملک فاروق اسامی افسران آزاد را کشف کرده و به زودی آن‌ها را دستگیر خواهد کرد. ناصر به سرعت طراحی برای تسلط بر دولت را به عهدهٔ زکریا محیی‌الدین گذاشت که با کمک گروهایی وابسته به افسران آزاد، این مأموریت را انجام دهد.
افسران آزاد اعلام کردند که نیتشان این نیست که خودشان در حکومت ماندگار شوند، فقط می‌خواهند دولتی دموکرات در مجلس نمایندگان تشکیل دهند. ناصر باور نمی‌کرد افسرانی همطراز خودش با رتبهٔ سرهنگ دوم در افکار عمومی دارای شأنی باشند که مردم مصر آن‌ها را بپذیرند. به همین دلیل محمد نجیب را (در ظاهر) به عنوان رهبر انقلاب معرفی کرد. کودتا در روز ۲۲ ژوئیه آغاز شد و روز بعد موفقیتش اعلام شد. افسران آزاد تمامی ساختمان‌های دولتی را تصرف کردند، ایستگاه‌های رادیو، مراکز پلیس و همچنین پایگاه فرماندهی ارتش در قاهره تحت کنترل افسران آزاد درآمد. هنگامی که بیشتر افسران شورشی یگان‌هایشان را رهبری می‌کردند، ناصر لباس عادی بر تن داشت تا توسط نظامیان وابسته به پادشاهی دستگیر نشود. ناصر برای جلوگیری از اقدام خارجی بر ضد انقلابش، آمریکا و بریتانیا را از کودتا آگاه کرد و با آن‌ها برسر عدم کمک به فاروق توافق نمود. با فشارهایی که دولت آمریکا وارد کرد، ناصر بالاخره با تبعید پادشاه برکنار شده، با تدارکات تشریفاتی و گرامی‌داشت موافقت کرد.

ناصر با رئیس‌جمهور وقت مصر، نجیب

روز ۱۸ ژوئن ۱۹۵۳، برچیده شدن نظام پادشاهی و آغاز جمهوری اعلام شد و نجیب نخستین رئیس‌جمهور مصر شد. ابوریش معتقد است، پس از قبضهٔ قدرت به‌دست آنان، از ناصر و افسران آزاد انتظار می‌رفت به حافظان منافع مردم علیه سلطنت و طبقهٔ پاشایان تبدیل شوند و وظایف روزانهٔ حکومت را هم به غیرنظامیان واگذار کنند. از نخست‌وزیر پیشین، علی ماهر خواسته شد که دوباره منصب قبلی‌اش را به عهده بگیرد و اعضای کابینه‌اش هم غیرنظامی‌باشند. افسران آزاد در مصر تحت نام مجلس فرماندهی انقلاب حکومت می‌کردند و محمد نجیب رئیس این مجلس و ناصر نیز نایب او شد. همین مجلس بود که با رهبری ناصر دستور اصلاحات متعدی نظیر قانون اصلاح کشاورزی، لغو نظام پادشاهی و دوباره سازماندهی شدن احزاب سیاسی را صادر کرد. ماهر روز ۷ سپتامبر استعفا داد تا نجیب علاوه بر ریاست مجلس، نخست‌وزیری را نیز برعهده بگیرد و در این میان ناصر هم نایب نخست‌وزیر شد. در سپتامبر، قانون اصلاح قانون کشاورزی اجرایی شد. به نظر ناصر این قانون، به «مجلس فرماندهی انقلاب» هویت اصلی‌اش را بازگرداند و کودتا را تبدیل به حرکت انقلابی داد.
قبل از اجرایی کردن قانون اصلاح کشاورزی، در ماه اوت ۱۹۵۲ میلادی، شورشی به رهبری کمونیست‌ها در کارخانهٔ نساجی در کفر الدوار اتفاق افتاد، که پس از درگیری با ارتش، نه تن از آنان کشته شدند. طبق گزارش ابوریش اغلب اعضای «مجلس فرماندهی انقلاب» خواهان اعدام دو تن از رهبران شورشیان شدند که با وجود مخالفت ناصر با این خواست، حکم اعدام آن دو اجرا شد. اما نجیب می‌گوید تحت فشار ناصر مجبور به این کار شده است. پس از اینکه نجیب به قدرت رسید، اخوان‌المسلمین «مجلس فرماندهی انقلاب» را به رسمیت شناختند و خواستار چهار پست وزارتخانه در دولت جدید شدند. اما ناصر خواستهٔ آنان را نپذیرفت و به جای چهار سمت وزارت، دو تن از اعضای اخوان‌المسلمین را در دو پست کم‌اهمیت در وزارتخانه‌ها گمارد.

### اختلافات با نجیب

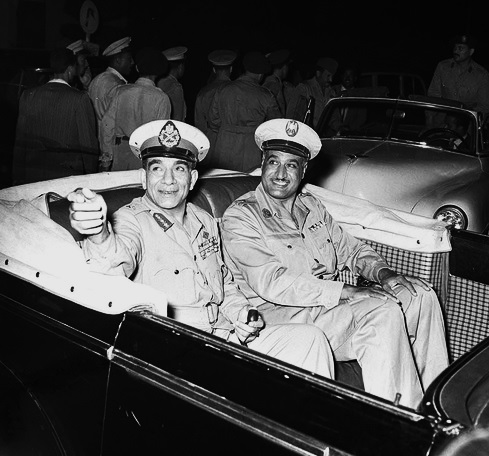
ناصر (راست) و محمد نجیب (چپ)، هنگام دومین سالگرد پیروزی انقلاب ۱۹۵۲.

حازم قندیل می‌نویسد وقتی که نجیب نشانه‌هایی از اجرایی کردن تصمیم استقلال از «مجلس فرماندهی انقلاب» را مشاهده کرد، قانون اصلاحات کشاورزی را رد کرد و به احزاب مخالف «مجلس فرماندهی انقلاب» نظیر اخوان‌المسلمین و حزب وفد نزدیک شد. این اقدام او ناصر را واداشت تا تصمیم به کنار زدن نجیب بگیرد. در ژوئن، ناصر منصب وزیر کشور مصر را با برکنار شدن سلیمان حافظ، که تابع نجیب بود، تصاحب کرد. از طرف دیگر هم به نجیب فشار می‌آورد تا نظام پادشاهی را لغو کند.
در ژانویهٔ ۱۹۵۳، ناصر بر گروه مخالفش به رهبری نجیب فائق آمد و تمام احزاب سیاسی را ملغی کرد، و یک نظام تک‌حزبی تحت نام هیئت آزادی‌بخش ایجاد کرد. این یک حرکت ساختاریافتهٔ سیاسی نبود، ولی هدف آن برگزاری گردهمایی‌ها و سخنرانی‌هایی در حمایت از «مجلس فرماندهی انقلاب» بود که ناصر دبیرکل آن شد. باوجود تصمیم «مجلس فرماندهی انقلاب» مبنی بر انحلال مجلس مطابق نظر عبداللطیف البغدادی (یکی از اعضای افسران آزاد)، ناصر تنها کسی بود که هنوز روند انتخابات نمایندگان مجلس را بر انحلال آن ترجیح می‌داد. و تا سال ۱۹۵۶هم خواستار انتخابات مجلس نمایندگان باقی ماند. در ماه مارس ۱۹۵۳، ناصر رهبر هیئت مذاکره‌کننده با بریتانیا در مورد تخلیهٔ نیروهای انگلیسی از کانال سوئز شد.
در ۲۵ فوریهٔ ۱۹۵۴ بود که نجیب از ریاست فرماندهی انقلاب استعفا داد. استعفای نجیب بعد از آن بود که «مجلس فرماندهی انقلاب» دو روز پیش از ۲۵ ام بدون حضور نجیب نشست علنی برگزار کردند. در ۲۶ فوریه، ناصر استعفای نجیب را پذیرفت و او را در حبس خانگی قرار داد. «مجلس فرماندهی انقلاب» ناصر را به سمت ریاست مجلس و نخست‌وزیری برگزید، تا منصب ریاست‌جمهوری خالی بماند. اندکی پس از برکناری نجیب بین افسران شورش به پا شد و آنان خواستار بازگشت نجیب و انحلال «مجلس فرماندهی انقلاب» شدند. اما در ۲۷ فوریه، هواداران ناصر در ارتش به سران آن فرماندهان نظامی هجوم بردند و این شورش را سرکوب کردند. پس از این رویداد، در همان روز هزاران تن از اعضای اخوان‌المسلمین تظاهرات بر پا کردند و خواستار بازگشت نجیب و بازداشت ناصر شدند. تعداد زیادی از اعضای «مجلس فرماندهی انقلاب» به فرماندهی خالد محیی‌الدین خواستار آزادی نجیب و بازگشت دوباره او به منصب ریاست‌جمهوری شدند، ناصر مجبور شد خواسته‌های آنان را قبول کند؛ ولی بازگشت نجیب را تا ۴ مارس به تأخیر انداخت و ناصر عبدالحکیم عامر را فرماندهٔ نیروهای مسلح کرد. این پست را نجیب قبل از برکناری در دست داشت.
در ۵ مارس، نیروهای امنیتی پیرو ناصر هزاران تن از مشارکت‌کنندگان در تظاهرات حمایت از نجیب را بازداشت کردند و با نیرنگ، هدف تجمع مخالفان را بازگشت به عصر پادشاهی قبل از ۱۹۵۲ جلوه دادند. «مجلس فرماندهی انقلاب» توانست از قشرهای اجتماعی که از اقداماتش متنفع شده بودند، یعنی کارگران و کشاورزان و خرده‌بورژوازیها، استفاده کند، چنان‌که این گروه‌ها به اعتراض گسترده مخالف اقدامات نجیب دست زدند. بدین دلیل که قانون اصلاح کشاورزی و چند اصلاحیه دیگر را در کشاکش‌های سیاسی رد کرده‌بود. نجیب درخواست کرد که این تظاهرات سرکوب شود، اما رئیسان نیروهای امنیتی درخواستش را رد کردند. روز ۲۹ مارس، ناصر اعلام کرد که در «پاسخ به درخواست مردم» تصمیمات نجیب لغو شده است. بین آوریل و ژوئن، تعداد زیادی از هواداران نجیب از ارتش پاکسازی یا بازداشت شدند. محیی‌الدین نیز با منصب صوری «نمایندگی مجلس فرماندهی انقلاب در خارج» به شکل غیررسمی به سوئیس تبعید شد. سعود، پادشاه عربستان، تلاش کرد که روابط بین نجیب و ناصر را بهبود دهد، که نتیجه‌ای نداشت.

## ریاست جمهوری

### ریاست «مجلس فرماندهی انقلاب»
در ۲۶ اکتبر ۱۹۵۴، وقتی ناصر در اسکندریه به مناسبت خروج نظامی انگلیس از کشور سخنرانی می‌کرد، محمود عبداللطیف، یکی از اعضای اخوان‌المسلمین، برای ترور او اقدام کرد. فرد مسلح از وی ۲۵ قدم (۷٫۶ متر) فاصله داشت و شش گلوله شلیک کرد، اما هیچ‌کدام به ناصر اصابت نکرد. مردم آشفتند، که ناگهان ناصر صدای خود را بلند کرد و از مردم درخواست کرد که آرام باشند و این جمله را گفت:
سرجایتان بمانید ای مردان، سرجایتان بمانید ای مردان، زندگی من فدای شما، خون من فدای شما، بخاطر شما زنده می‌مانم و به خاطر آزادی و شرفتان می‌میرم؛ اگر قرار است ناصر بمیرد، پس باید هر کدامتان ناصر باشید، ناصر از شماست و آمادگی جان‌فشانی در راه کشور را دارد.

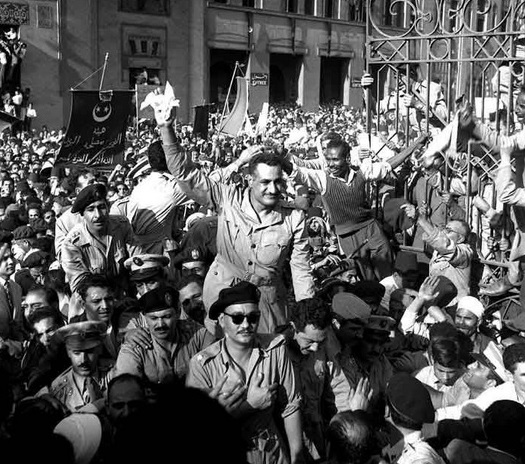
در تاریخ ۲۷ اکتبر ۱۹۵۴، یک روز پس از خروج نظامی بریتانیا و ترور نافرجام اش، مردم از ناصر در اسکندریه استقبال می‌کنند.

پس از آن، محبوبیت ناصر در مصر به شکل قابل ملاحظه‌ای افزایش یافت. بدین ترتیب نتیجهٔ ترور بر عکس شد و به ابزاری در دست ناصر تبدیل شد. ناصر پس از اینکه به قاهره برگشت، به یکی از بزرگ‌ترین حمله‌های سیاسی در تاریخ مدرن مصر اقدام کرد که در پی آن هزاران تن از مخالفان بازداشت شدند. اغلب آن‌ها از اخوان‌المسلمین و کمونیست‌ها بودند و همچنین ۱۴۰ افسر وابسته به نجیب دستگیر شدند. به علاوه هشت رهبر اخوان‌المسلمین هم اعدام شدند. محمد نجیب نیز از ریاست‌جمهوری برکنار و در حبس خانگی قرار گرفت، اما محاکمه‌اش کامل نشد و کسی در ارتش از وی دفاع نکرد. این‌گونه بود که ناصر پس از کنار زدن رقیبان، رهبر بلامنازع مصر شد.
اما هنوز هم هواداران ناصر زیاد نبودند، که این موافقت با نقشه‌های اصلاح‌طلبانه و باقی ماندنش در رأس قدرت را تضمین نمی‌کرد. به همین دلیل در سرتاسر کشور به سخنرانی‌هایی پرداخت که هدفش مشهور کردن خودش و جریان لیبرالیستیی‌اش بود. ناصر مقرراتی برای روزنامه‌ها وضع کرد و اعلام کرد روزنامه‌ها باید قبل از انتشار، موافقتش را برای منع انتشار «فتنه» کسب کنند. خوانندگانی مشهور نظیر ام کلثوم و عبدالحلیم حافظ عرب‌گرایی ناصر را می‌ستودند و چند تئاتر برگزار شد که تلاش داشت اعتبار مخالفان سیاسی ناصر را لکه دار کند. طبق گفتهٔ برخی از همکارانش، ناصر این حمله را خودش طرح‌ریزی کرده بود. او ملی‌گرایی عربی را تحت عناوین «میهن عرب» و «ملت عرب» به گونهٔ پیاپی در سخنرانی‌هایش میان سال‌های ۱۹۵۴ و ۱۹۵۵ ابراز می‌کرد، در حالی که قبل از آن از واژه‌های «مردم عربی» یا «منطقهٔ عربی» استفاده می‌کرد. او در ژانویهٔ ۱۹۵۵ رئیس «مجلس فرماندهی انقلاب» شد و اعلام کرد تا زمانی که انتخابات مردمی برای انتخاب رئیس‌جمهور برگزار شود، وی در این سمت باقی می‌ماند.
در بین ۱۹۵۴–۱۹۵۵ ناصر با اسرائیل رایزنی‌های پوشیده‌ای را با هدف آشتی برگزار کرد، ولی پس از آن به این نتیجه رسید که آشتی با اسرائیل غیرممکن است و اسرائیل را «کشوری توسعه‌طلب که عرب را به چشم حقارت نگاه می‌کند» توصیف کرد. روز ۲۸ فوریهٔ ۱۹۵۵، اسرائیل به نوار غزه هجوم برد. این منطقه آن زمان جزء مصر بود و اسرائیل اعلام کرد که هدفش از بین بردن حمله‌های فدائیان فلسطینی است. ناصر اعتقاد داشت که ارتش مصر آمادهٔ جنگ نیست، برای همین واکنش نظامی از خود نشان نداد، که باعث شد به محبوبیت رو به رشدش ضربه وارد شود. بعداً ناصر دستور داد که محاصرهٔ کشتی‌رانان اسرائیلی در تنگه تیران شدیدتر شود. اسرائیل نیز در ۲۱ سپتامبر، دوباره منطقهٔ مرزی و غیرِ نظامی شدهٔ عوجه حفیر را نظامی‌سازی کرد.
همزمان با هجوم اسرائیل به غزه، پیمان بغداد بین هم‌پیمانان منطقه ای بریتانیا منعقد شد. ناصر این پیمان را خطری برای تلاش‌های پاکسازی خاورمیانه از نفوذ نظامی بریتانیا می‌دانست و این پیمان را ابزار بریتانیا برای فروپاشی اتحاد اعراب و «ادامهٔ وابستگی اعراب به صهیونیسم و امپریالیسم غربی» برشمرد. ناصر این‌گونه پنداشت که اگر می‌خواهد جایگاه رهبری منطقه‌ای مصر را حفظ کند، باید اسلحه‌های مدرن به دست آورد تا ارتش مصر را نوسازی کند او وقتی به این نتیجه رسید که جهان غرب فقط تحت شرایط نظامی و مالی مورد تأیید خودشان به او اسلحه می‌دادند، در نتیجه نگاه ناصر به بلوک شرق متوجه شد و در ۲۷ سپتامبر قراردادی تسلیحاتی با چکسلواکی به مبلغ ۳۲۰ میلیون دلار آمریکا منعقد کرد. بعد از این قرارداد، توان نظامی بین مصر و اسرائیل متعادل‌تر شد، که جایگاه ناصر را به عنوان رهبر اعراب -که غرب را به مبارزه می‌طلبید- تقویت کرد.

### قانون اساسی ۱۹۵۶ و ریاست‌جمهوری

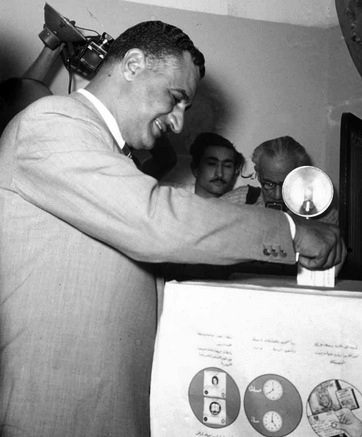
ناصر رأی خود را در صندوق همه‌پرسی پیش‌نویس قانون اساسی در ۲۳ ژوئیه ۱۹۵۶ می‌اندازد

پس از آنکه جایگاه داخلی ناصر بهبود یافت او نسبتاً مطمئن شد در افکار عمومی مصریان از همکاران خود در «مجلس فرماندهی انقلاب» متمایز شده و تصمیم‌گیری‌هایش به خصوص در عرصهٔ خارجی احتمال مخالفت کمتری خواهد داشت.
در ژانویهٔ ۱۹۵۶، پیش‌نویسی برای قانون اساسی مصر تدوین شد که ایجاد نظام تک حزبی در چارچوب «اتحاد ملی» را تضمین می‌کرد. اتحادیه ملی خیزشی بود که ناصر آن را «کادری که توسط آن، مردم انقلابشان را محقق می‌کنند» توصیف کرد. اتحادیهٔ ملی در واقع بازآرایی هیئت آزادی‌بخش بود. پیش از این، خیزش اول ناصر در کسب مشارکت عمومی برای ایجاد هیئت آزادی‌بخش شکست خورده بود. ناصر این بار تلاش کرد شهروندانِ (تأیید شده توسط کمیته‌های محلی اتحادیهٔ ملی) بیشتری را به هیئت تزریق کند تا حمایت‌های مردمی را از دولت خود افزایش دهد. اتحادیه ملی نامزد انتخابات ریاست جمهوری را انتخاب و برای تصویب عمومی معرفی می‌کرد.
ناصر نامزد ریاست‌جمهوری شد و قانون اساسی جدید نیز، روز ۲۳ ژوئیه به همه‌پرسی گذاشته شد که هر دو، با اکثریت آرا تأیید شد. سپس مجلس نمایندگان که ۳۵۰ عضو در خود جای داده بود پس از انتخابات ژوئیهٔ ۱۹۵۷ تشکیل شد و پس از موافقت نهایی ناصر با نمایندگان منتخب، آنان کار خود را آغاز کردند. قانون اساسی جدید برخی مواد نظیر حق رأی زنان، ممنوعیت تبعیض نژادی و حمایت از زنان به‌خصوص در محل کار را در خود جای داده بود. هم‌زمان با روی کار آمدن قانون اساسی جدید، «مجلس فرماندهی انقلاب» نیز در راستای عمل به یکی از وعده‌هایش که انتقال به دولت غیرنظامی بود، انحلال خود را اعلام کرد. در رقابت‌های تشکیل کابینه، ناصر تمام رقیبان عضو افسران آزاد را کنار زد و هم پیمانانش را به جایگاه‌های اصلی در دولت منصوب کرد.

## ملی کردن کانال سوئز

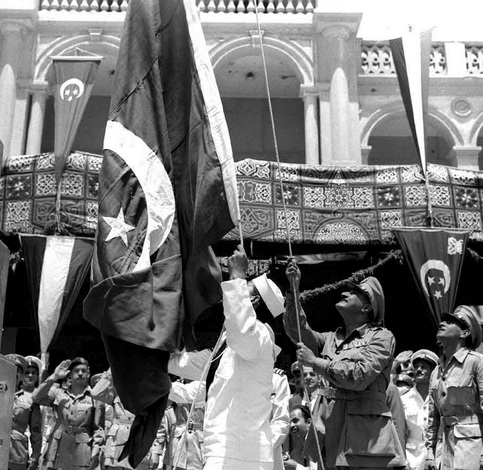
ناصر در کانال سوئز در شهر پورت‌سعید، به مناسبت عقب‌نشینی نظامی بریتانیا، ژوئیه ۱۹۵۶ پرچم مصر را به اهتزاز درمی‌آورد.

پس از یک دوره سه ساله انتقالی، ناصر قدرت را در دست گرفت. سیاست‌های خارجی و داخلی مستقل ناصر به شکل روزافزونی با مصالح منطقه‌ای امپراتوری بریتانیا و فرانسه ناسازگار بود. پشتیبانی قوی ناصر از استقلال الجزائر، اعتراض آنتونی ایدن در بریتانیا را برانگیخته بود که این کار ناصر را ضد پیمان بغداد خواند. علاوه بر آن، بی‌طرفی ناصر در جنگ سرد، به رسمیت شناختن جمهوری خلق چین و قرارداد اسلحه با شوروی باعث برآشفتگی آمریکا هم شد. سرانجام در ۱۹ ژوئیه ۱۹۵۶، آمریکا و بریتانیا پشتیبانی مالی خود از سد اسوان را برداشتند به این بهانه که نگران آن هستند که اقتصاد مصر به دلیل این پروژه سقوط کند.
این خبر وقتی ناصر در راه بازگشت به قاهره از بلگراد سوار هواپیما بود، به گوشش رسید. روزنامه‌نگار عرب محمد حسنین هیکل نوشت که ناصر تصمیم نهایی ملی کردن کانال سوئز را در بین ۱۹ و ۲۰ ژوئیه گرفته بود. ولی خود ناصر بعدها گفت که این تصمیم را در ۲۳ ژوئیه گرفته بوده و اضافه کرد که این تصمیم را پس از بررسی و گفتگو با برخی از مشاورانش در مجلس منحل شدهٔ فرماندهی انقلاب نظیر البغدادی و محمود یونس گرفته است. اما اعضای مجلس تا چند ساعت پیش از علنی کردن تصمیم ناصر، از همه چیز بی‌اطلاع بودند. مابقی اعضای «مجلس فرماندهی انقلاب» هم در ۲۴ ژوئیه آگاه شدند. به اعتقاد رمضان، ناصر این تصمیم را شخصاً و بدون مشورت با دیگران گرفته بود.
در ۲۶ ژوئیه ۱۹۵۶، ناصر در اسکندریه سخنرانی کرد و ملی کردن کانال سوئز را اعلام کرد تا به وسیلهٔ آن هزینه‌های ساخت سد اسوان را پس از قطع حمایت مالی آمریکا و بریتانیا تأمین کند. در خلال این سخنرانی، ناصر امپریالیسم بریتانیا را محکوم کرد و اضافه کرد که بریتانیا با تصاحب سود این کانال، حق مردم مصر را در این گذرگاه آبی پایمال کرده درحالی که ۱۲۰٬۰۰۰ مصری در راه ساخت آن جان باخته‌اند. این حرکت از لحاظ قانونی خلاف تفاهم‌نامهٔ بین‌المللی‌ای بود که ناصر ۱۹ اکتبر ۱۹۵۴ با بریتانیا امضا کرده بود. با وجود این ناصر تضمین کرد که سهم شرکای موجود پرداخت خواهد شد.
ملی اعلام کردن کانال سوئز، مورد تأیید عموم مردم مصر و سراسر جهان عرب واقع شد و هزاران تن به خیابان‌ها ریختند و از این تصمیم حمایت کردند. تحلیل‌گر سیاسی مصری، محمود حمد می‌نویسد که وی با ملی کردن کانال سوئز محبوبیتی در حد مطلق به دست آورد که منجر به تأیید فعالیت‌هایش و تبدیل ناصر به «رهبر دارای کاریزما» و «سخنگوی مردم نه تنها در مصر بلکه در جهان سوم» شد. ابو الریش معتقد است که این اقدام بزرگ‌ترین پیروزی ناصر در راه ملی‌گرایی عربیش تا آن هنگام بود و «دیری نگذشت که عکس‌های ناصر در چادرهای یمن، بازارهای مغرب و ویلاهای شیک سوریه قابل مشاهده شد». دلیل رسمی ملی‌سازی چنین اعلام شد که: با استفاده از درآمد حاصل از کانال، هزینه‌های ساخت سد اسوان تأمین می‌شود. از همان روز، کانال به روی کشتی‌های اسرائیلی بسته شد.

### بحران کانال سوئز
فرانسه و بریتانیا که بزرگ‌ترین همکاران در شرکت کانال سوئز بودند، ملی کردن این کانال را عملی جنگ افروزانه می‌دانستند. ناصر می‌دانست که ملی کردن کانال منجر به ایجاد بحران جهانی می‌شود، ل‍ذا احتمال دخالت نظامی دو کشور فرانسه و بریتانیا را ۸۰ درصد برآورد می‌کرد. ناصر با این وجود، اعتقاد داشت که بریتانیا تا دو ماه پس از ملی کردن کانال نمی‌تواند حمله کند و مداخلهٔ نظامیِ اسرائیل نیز، «غیرممکن» است.
در روزهای آغازین اکتبر، شورای امنیت سازمان ملل متحد جلسه‌ای در مورد ملی کردن کانال سوئز تشکیل داد و حق مصر در کنترل کانال را به رسمیت شناخت، و مصر را هم موظف کرد که نباید مانع تردد کشتی‌های خارجی در کانال بشود. طبق نظر هیکل، پس از این قرارداد «ناصر ارزیابی کرد که احتمال مداخلهٔ نظامی کاهش یافته و به ۱۰ درصد رسیده است». در همین اثنا، پس از مدت کمی، فرانسه، بریتانیا و اسرائیل با هم برای چیرگی بر این کانال، اشغال قسمت‌هایی از مصر و برکناری ناصر، توافق سری منعقد کردند.
در ۲۹ اکتبر ۱۹۵۶، نیروهای اسرائیلی از شبه‌جزیره سینا عبور کردند و به سرعت به سوی اهدافشان پیش آمدند. دو روز بعد، جنگنده‌های بریتانیا و فرانسه فرودگاه‌های واقع در حوزهٔ کانال را بمباران کردند. ناصر به هدف تقویت نظامی کانال به فرماندهان نظامی دستور داد تا از سینا عقب‌نشینی کنند. علاوه بر آن، ناصر از ارسال لشکرهای زرهی ارتش برای مقابله با مهاجمان اسرائیلی و نیز بریتانیا و فرانسه که بعداً در شهر پورت‌سعید فرود آمدند حذر کرد، زیرا از نابودی لشکرهای زرهی توسط این کشورها نگران بود. عامر با ناصر به شدت اختلاف نظر داشتند عامر اصرار می‌کرد که تانک‌های مصری باید با اسرائیلیان وارد نبرد شوند. بین آن دو گفتگوهای تندی در روز ۳ نوامبر جریان داشت که سرانجام عامر نگرانی ناصر را پذیرفت. همچنین ناصر دستور داد با غرق یا از کار انداختن ۴۹ کشتی در ورودی کانال، آن را مسدود کنند.
با وجود آنکه نیروهای مصری از سینا عقب‌نشینی کردند، حدود ۲٬۰۰۰ سرباز مصری خلال نبرد با اسرائیلی‌ها کشته شدند، اضافه بر آن تقریباً ۵٬۰۰۰ سرباز مصری هم توسط اسرائیل اسیر شدند. عامر و صلاح سالم به ناصر پیشنهاد دادند که درخواست آتش‌بس کند و خودش را نیز به نیروهای انگلیسی تحویل دهد. ناصر این دو نفر را سرزنش کرده و گفت ارتش هیچ‌گاه تسلیم نمی‌شود. ناصر شخصاً فرماندهی ارتش را به عهده گرفت. با وجود سهولت نسبی اشغال سینا، به ابهت ناصر در داخل و جهان عرب کوچک‌ترین ضربه‌ای وارد نشد. ناصر برای جبران عمل‌کرد ضعیف ارتش، اجازه داد حدود ۴۰۰٬۰۰۰ سلاح بین داوطلبان مردمی و صدها تن از گروه‌های شبه‌نظامی سرتاسر مصر پخش شود. البته بیشتر این گروه‌ها را مخالفان سیاسی ناصر رهبری می‌کردند.
گروهان سه و گروهان صد از بخش سپاه ملی برای تقویت نظامی پورت سعید فرستاده شدند. ناصر و البغدادی برای تقویت روحیهٔ داوطلبان به حوزهٔ کانال رفتند. طبق خاطرات البغدادی، ناصر ارتش مصر را «ویران» توصیف کرده بود. هنگامی که نیروهای فرانسه و بریتانیا در پورت‌سعید در ۵ و ۶ نوامبر فرود آمدند، شبه نظامیان محلی جانانه مقاومت کردند، به‌طوری‌که منجر به نبرد خیابانی شد. فرماندهی ارتش مصر خود را برای درخواست شروط آتش‌بس آماده می‌کرد، ولی ناصر او را از این کار منع کرد. نیروهای بریتانیا و فرانسه توانستند بیشتر قسمت‌های شهر را در ۷ نوامبر تصرف کنند. در نبرد پورت‌سعید ۷۵۰ تا ۱٬۰۰۰ مصری کشته شد.
شوروی وارد عمل شد و با پیام هشدار به دولتهای اسراییل، فرانسه و انگلیس اعلام کرد که اگر این ائتلاف نیروهای نظامی خود را از مصر خارج و جنگ را متوقف نکند، تل آویو، پاریس و لندن را بمباران خواهد کرد؛ با تهدید شوروی، خطر جدی آغاز جنگ جهانی سوم و حتی تهاجم هسته ای شوروی به ائتلاف سه‌گانه، دولتهای غربی و سازمان ملل را به شدت نگران کرد. دوایت آیزنهاور (دولت ایالات متحده آمریکا) که از ابتدا با تهاجم نظامی به مصر مخالف بود، حملهٔ سه‌جانبه را محکوم کرد و از مصوبات سازمان ملل مبنی بر خروج نیروهای متجاوز این سه کشور پشتیبانی کرد. ناصر از آیزنهاور تمجید کرد و اشاره کرد که وی «مهم‌ترین و حساس‌ترین نقش» را در به هم زدن «توطئه سه‌جانبه» بازی کرده است. تا پایان نوامبر، فرانسه و بریتانیا به‌طور کامل از مصر عقب نشستند، اسرائیل در مارس ۱۹۵۷(۴ماه بعد) عقب‌نشینی و تمامی اسیران مصر را آزاد کرد. در نتیجهٔ بحران سوئز، ناصر شناسنامهٔ تعداد زیادی از شهروندان یهودی مصر را باطل کرد و آن‌ها را بیرون راند یا مجبور به ترک مصر کرد. ژنرال عامر پس از اتمام جنگ، ناصر را متهم به برانگیختن جنگی غیرضروری کرد و سپس نیروهای مسلح را برای نتیجهٔ جنگ م‍ذمت کرد. روز ۸ آوریل(۵ماه بعد از جنگ)، کانال دوباره باز شد. جایگاه سیاسی ناصر نیز تقویت شد، چون تلاش مداخلهٔ نظامی بیگانه و برکناری وی ناکام ماند. دیپلمات بریتانیایی آنتونی نوتنگ معتقد است بحران سوئز «موضوعی بود که در نهایت ناصر را به شکل کامل» رئیس‌جمهور مصر کرد.

## سیاست بین‌المللی

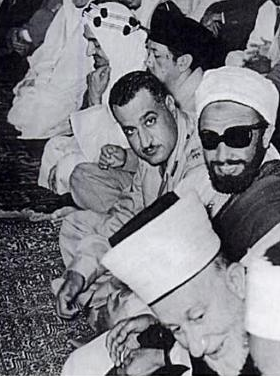
ناصر و احمد بن یحیی از یمن شمالی (صورتشان به سمت دوربین)، امیر فیصل از عربستان سعودی در لباس عربی در پشت، امین الحسینی از دولت عمومی فلسطین در جلو در کنفرانس باندونگ، آوریل ۱۹۵۵

در کنفرانس باندونگ اندونزی که در اواخر آوریل ۱۹۵۵ برپا شد، ناصر محبوب‌ترین چهره از میان نمایندگان کشورهای عربی بود. ناصر اندکی پیش از این کنفرانس از پاکستان (۹ آوریل)، هند (۱۴ آوریل)، میانمار و افغانستان در مسیرش به باندونگ بازدید کرده بود. همچنین مصر پیمان دوستی با هند را در قاهره در روز ۶ آوریل منعقد کرده بود. این امور منجر به تقویت روابط مصر در سیاست بین‌الملل و عرصه‌های رشد اقتصادی شده‌بود.
ناصر در گفتگوهای کنگره میان گروه‌های وابسته به غرب و شوروی میانجی‌گری کرد. ناصر تلاش می‌کرد آفریقا و آسیا از استعمار رها شوند، صلح جهانی که جنگ سرد بر آن سایه انداخته بود، برقرار شود و غرب و شوروی هم اختلافات را کنار بگذارند. ناصر از استقلال تونس، الجزایر و مراکش از استعمار فرانسه پشتیبانی کرد و نیز بازگشت فلسطینیان به خانه‌هایشان را حق مسلم آنان دانست. همچنین ناصر خواستار اجرایی شدن مصوبات سازمان ملل در مورد ستیز اعراب و اسرائیل شد. ناصر بر کشورهای حاضر فشار آورد که در مورد همهٔ این مسائل تصمیم بگیرد و نیز از دو کشور جمهوری خلق چین و هند ضمانت پشتیبانی دریافت کرد، که مهم‌ترین موفقیتش بود.
پس از کنفرانس باندونگ، ناصر در جنگ سرد اعلام «بی‌طرفی مثبت مصر» کرد. ناصر در هنگام بازگشت به مصر در ۲ مه، با استقبال مردمی که خیابان‌ها را پر کرده بودند، مواجه شد. در روزنامه‌ها به صورت مکرر در مورد موفقیت‌ها و رهبری ناصر در این کنگره صحبت می‌شد. در نتیجه، جایگاه ناصر به شکل قابله ملاحظه‌ای رشد کرد، که اعتماد به نفس وی را تقویت نمود.

سران شرکت‌کننده در اولین اجلاس جنبش عدم تعهد در بلگراد- سال ۱۹۶۱. از راست به چپ یوسیپ بروز تیتو، احمد سوکارنو، جمال عبدالناصر، قوام نکرومه و جواهر لعل نهرو

ناصر در ۱۹۶۱، پس از چند سال هماهنگی سیاست‌های خارجی و گسترش روابط، با همکاری رئیس‌جمهور اندونزی احمد سوکارنو، رئیس‌جمهور یوگسلاوی تیتو و نخست‌وزیر هند، نهرو، دست به تأسیس جنبش عدم تعهد (NAM) زد. اهداف اظهارشدهٔ این جنبش، گسترش عدم تعهد، افزایش صلح جهانی در سایهٔ جنگ سرد، نابودی استعمار، افزایش همکاری‌های اقتصادی در بین کشورهای در حال رشد بود. در ۱۹۶۴، ناصر رئیس جنبش عدم تعهد شد و نشست دوم این جنبش در قاهره بر پا شد.
در اواخر دههٔ پنجاه و اوایل دههٔ شصت میلادی ناصر نقشی کلیدی در تقویت همبستگی در آفریقا ایفا کرد. در خلال این مدت ناصر مصر را تبدیل به پناه‌گاه رهبران مبارزِ ضداستعمار کرد. همچنین به چند کشور آفریقایی اجازهٔ منتشر کردن تبلیغات ضداستعماری در قاهره را داد. در اوایل ۱۹۵۸، ناصر نقش اساسی در گفتگوهای رهبران آفریقایی داشت که منجر به ایجاد سازمان وحدت آفریقا در ۱۹۶۳ شد.

## عرب‌گرایی و عقیدهٔ اشتراکی (سوسیالیسم)

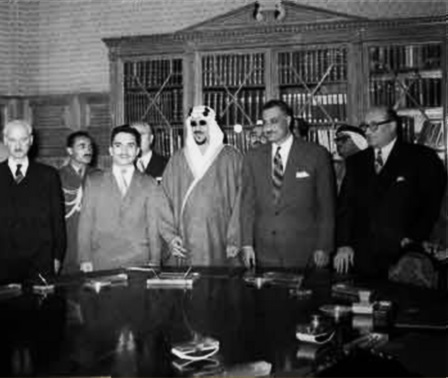
امضای تفاهم‌نامه دفاع مشترک بین مصر، اردن، سوریه و عربستان در ۱۹۵۷. در صف جلویی از چپ به راست: سلیمان النابلسی نخست‌وزیر اردن، ملک حسین پادشاه اردن، سعود بن عبدالعزیز پادشاه عربستان، ناصر از مصر، صبری العسلی از سوریه

### ناصرگرایی و جایگاه او در جهان عرب
پیش از ۱۹۵۷، ملی‌گرایی عربی یک ایدئولوژی جا افتاده در میان مردم بود و هر شهروند عرب وی را رهبر بلامنازع خود می‌دانست، عدید دویشا دلیل این امر را «کاریزماتیک» بودن ناصر می‌داند که موفقیتش در بحران سوئز به کاریزمایش افزود. همچنین وی قاهره را مقر رادیو صدای عرب کرد. ناصر به وسیلهٔ این رادیو افکار خود را در سراسر جهان عرب پخش کرد. روگان می‌نویسد:
| « | ناصر جهان عرب را به وسیله رادیو فتح کرد | » |

هواداران ناصر در لبنان، بسیاری از رسانه‌های لبنانی را خریدند تا انتشار افکار ناصر در جهان گسترش یابد. همچنین ناصر از سازمان‌های ملی‌گرای عرب، در سرتاسر جهان عرب پشتیبانی می‌کرد. بسیاری از پیروانش برای وی پشتیبان مالی خوبی بودند، اما آن‌ها با کمبود مستمر ساختار و سازمان یافته گی مواجه بودند. این افراد خود را «ناصرگرایان» می‌نامیدند. ناصر به این نام‌گذاری اعتراض کرد و عنوان کرد که ترجیح می‌دهد از اصطلاح «ملی گرایان عرب» استفاده شود.
در ژانویهٔ ۱۹۵۷، آمریکا اصول آیزنهاور را تصویب کرد و تعهد داد که مانع انتشار کمونیسم در خاورمیانه شود. با وجود اینکه ناصر مخالف کمونیسم در منطقه بود اما جایگاهش به عنوان رهبر عرب، دولت‌های عرب متحد آمریکا را تهدید می‌کرد. آیزنهاور می‌خواست ناصر را کنار بزند و نفوذ منطقه‌ای او را کاهش دهد لذا تلاش کرد پادشاه عربستان را در مقابل ناصر قرار دهد.
نخست‌وزیر اردن و هوادار ناصر، سلیمان النابلسی، کشورش را به قرارداد نظامی مصر، سوریه و عربستان افزود. در آوریل، علی ابو نوار و هوادارانش دست به دو کودتا ضد ملک حسین زدند، که منجر به آشفتگی روابط ناصر و ملک حسین شد؛ زیرا ملک حسین جمال عبدالناصر را متهم به دست داشتن در این دو کودتا کرد. ناصر هرگونه مداخله در هر دو کودتا را تکذیب کرد. پس از این دو کودتا، حسین دولت نابلسی را منحل کرد. ناصر در رادیو قاهره حسین را مورد انتقاد قرار داد و وی را «آلت دست امپریالیسم» توصیف کرد. همچنین روابط ناصر با پادشاه سعودی برآشفت. دلیل آن این بود که گسترش محبوبیت ناصر در عربستان، تهدیدی جدی برای بقای خاندان آل سعود به‌شمار می‌رفت. با وجود مخالفت دولت‌های اردن، عربستان، عراق و لبنان با ناصر، او جایگاهش را در میان شهروندان آن کشورها و بقیهٔ کشورهای عربی حفظ کرد.

### فعالیت‌های سوسیالیستی

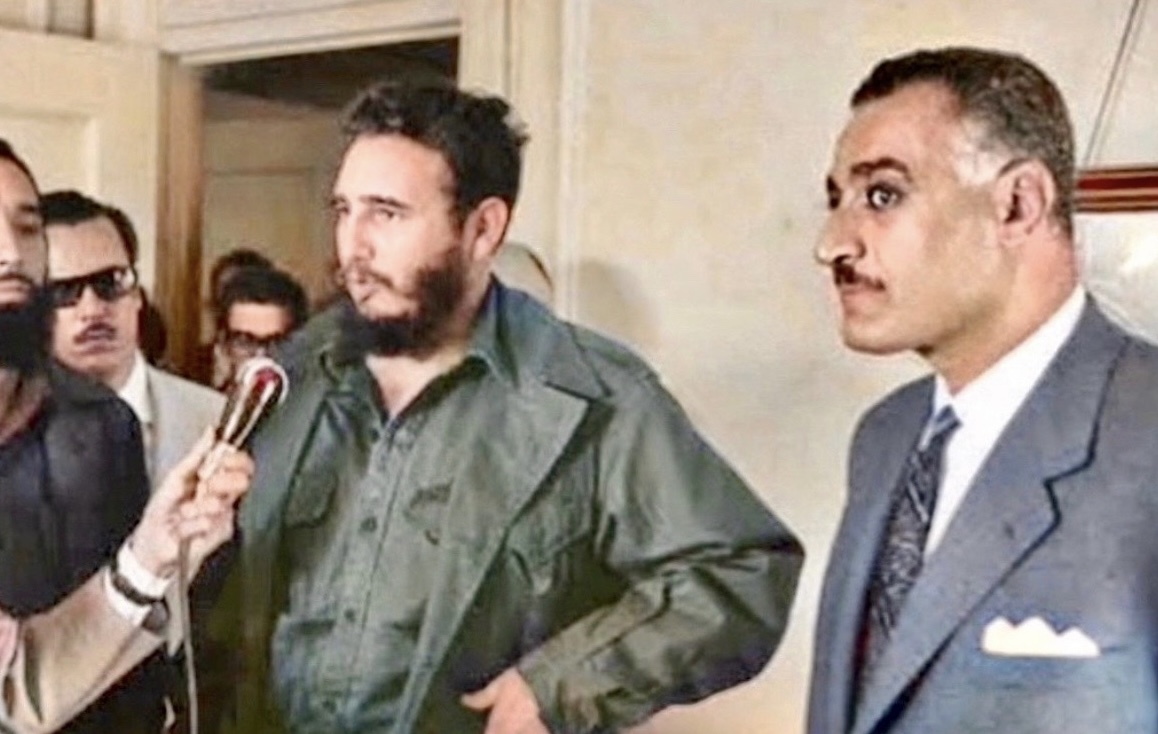
عبدالناصر و فیدل کاسترو، در حال رفتن به دیدار خود در حاشیه مجمع عمومی سازمان ملل در سال ۱۹۶۰

تا پایان ۱۹۵۷، ناصر تمامی شرکت‌های باقی ماندهٔ بریتانیا و فرانسه در مصر را ملی کرد. از جملهٔ این شرکت‌ها کارخانه‌های تنباکو، سیمان، ادویه و فسفات بود. وقتی ناصر دید که اقدامات او در ایجاد انگیزه‌های مالیاتی و جذب سرمایهٔ خارجی، نتیجهٔ قابل ملاحظه‌ای در برندارد، بقیهٔ شرکت‌ها را ملی کرد و آن‌ها را جزء سازمان رشد اقتصادی اعلام کرد. در آن زمان هنوز یک سوم اقتصاد در دست بخش خصوصی بود. این تلاش‌ها موفقیت نسبی دربرداشت و باعث رشد و پیشرفت در تولیدات زراعی و صنعتی شد. ناصر شروع به ساخت کارخانه فولاد در حلوان کرد که بعدها به بزرگ‌ترین پروژه مصر تبدیل شد و هزاران فرصت شغلی را به وجود آورد. ناصر همچنین تصمیم گرفت که برای ساخت سد اسوان با اتحاد جماهیر شوروی وارد همکاری شود تا جای بریتانیا، که پشتیبانی مالی‌اش از این پروژه برداشته بود، را بگیرد.

### ناصر و نام خلیج فارس

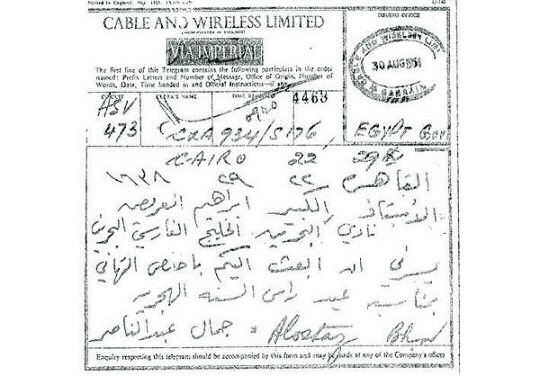
تصویر تلگراف ارسالی ناصر به ابراهیم العریض که نام خلیج فارس را به کار برده است.

در اسناد نام خلیج فارس، میراثی کهن و جاودان صفحهٔ ۲۰۸ آمده معاون وزارت خارجهٔ ایران از صباح احمد جابر الصباح نقل کرده است که «این مطلب که ناصر دستور داد تا در تمام مدارس و ادارات مصر و در نقشه‌های چاپ آن کشور از نام «خلیج العربی» استفاده شود سند و صحت ندارد و او چنین دستوری نداده است»:
- «من دراجلاس سران اتحادیهٔ عرب در قاهره شرکت داشتم (۱۹۶۳) و ناصر از خلیج فارسی حرف می‌زد به او گفتم چرا می‌گویی خلیج فارس؟، آنجا خلیج عربی است! ناصر از آن زمان به بعد بود که خلیج عربی به کار می‌برد»

روزنامه‌های مصری تا ۱۹۷۱ همچنان عبارت خلیج فارس را به‌طور متناوب بکار برده‌اند و الاهرام انگلیسی همواره پرشن گلف را تا همین سال‌های اخیر به کار برده است.
رهبران ناسیونالیست و ناصر در مصر عبارت خلیج فارس را به کار می‌بردند و ناصر در چندین سخنرانی مشهور و مقاله از جمله در مقالهٔ معروفی که در کتاب درسی ادبیات مصر چاپ شده (المغنی ص ۶۱) نام خلیج فارس را به کار برده بود و همچنین در تلگرافی حاوی شادباش‌های آغاز سال نو هجری به ابراهیم العریض از مقامات ارشد نظامی بحرین، از واژهٔ خلیج فارس نام برده است.
وی همچنین در سخنرانی‌هایش، مکرر از خلیج فارس نام برده است.
همچنین وی در تعریف حدود دنیای عرب، که با شعار «من المحیط الاطلسی الی الخلیج الفارسی»، به معنای از اقیانوس اطلس تا خلیج فارس، بیان می‌کرد، از همین نام خلیج فارس استفاده می‌کرد.

## تأثیر بر جهان عرب

### جمهوری متحد عربی
با وجود محبوبیت ناصر نزد مردم عرب، تا سال ۱۹۵۷ تنها هم‌پیمان منطقه‌ای ناصر، سوریه بود. شایعاتی مبنی بر اینکه کشورهای پیمان بغداد، شامل ترکیه و عراق، تصمیم دارند حکومت چپ‌گرایِ سوریه را منحل کنند وجود داشت و در سپتامبر همان سال، نیروی زمینی ترکیه در طول مرزهای سوریه اقدام به لشکرکشی کرد، که به این شایعه دامن زد. ناصر چند گردان به سوریه فرستاد تا همبستگی نمادین کشورش را نشان دهد. این اقدام ناصر جایگاهش را در جهان عرب، به ویژه در بین مردم سوریه، بالا برد.
با افزایش آشفتگی‌ها در سوریه، هیئتی از سوی حکومت سوریه با هدف یکپارچگی فوری نزد ناصر فرستاده شد. ناصر در آغاز درخواست آن‌ها را نپذیرفت و دلیل خود را چنین عنوان کرد که نظام سیاسی و اقتصادی دو کشور با هم فرق دارند و نمی‌شود این دو را به هم پیوند زد و نیز ارتش سوریه در امور سیاسی دخالت می‌کند و اختلافات طایفه‌ای بین سران سوریه ریشه‌ای است. با وجود آن، در ژانویهٔ ۱۹۵۸، هیئت دوم سوری با بیان اینکه کمونیست‌ها نزدیک است که بر سوریه مسلط شوند و این امر سوریه را وارد جنگ داخلی می‌کند، توانستند ناصر را در قضیهٔ یکپارچگی مصر و سوریه قانع کنند. ناصر پس از آن، یکپارچگی را پذیرفت و شرط کرد که باید ریاست یکپارچگی دو کشور را به عهده داشته باشد و حزب بعث سوریه نیز منحل شود. نمایندگان و رئیس‌جمهور سوریه، شکری قوتلی، شروط ناصر را پذیرفتند. در ۱ فوریه، تشکیل جمهوری متحد عربی اعلام شد. طبق نوشتهٔ دویشا «بازتاب اولیهٔ این خبر در جهان عرب، حیرت‌زدگی آنان بود؛ ولی به سرعت، این حیرت به شادمانی تبدیل شد.» ناصر به سمت رئیس‌جمهور این حکومت جدید رسید و حمله‌ای را بر ضد کمونیست‌های سوریه آغاز کرد و در پی آن بسیاری از آنان را از سمت‌های دولتی برکنار کرد.

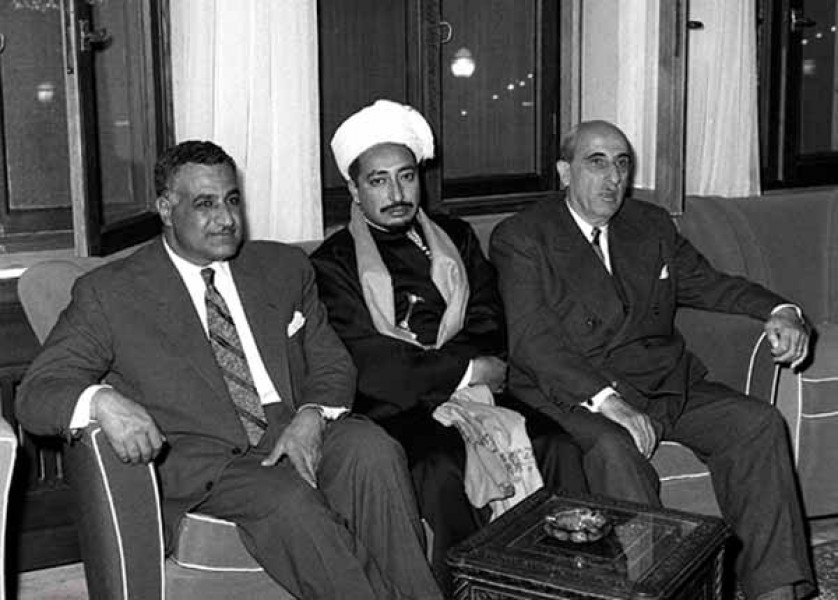
ناصر در کنار محمد بدرالدین، ولی‌عهد یمن شمالی، (در وسط) و شکری القوتلی (در راست)؛ فوریه ۱۹۵۸

در ۲۴ فوریه، ناصر در بازدیدی ناگهانی به دمشق رفت تا این یکپارچگی را جشن بگیرد. در این جشن صدها هزار تن حضور داشتند. امام بدر، ولیعهد یمن شمالی نیز با هیئتی به دمشق آمد تا آمادگی کشورش را در مورد پیوستن به جمهوری متحد عربی اعلام کند. ناصر نیز موافقت خود را با ایجاد اتحاد فدرالی با یمن تحت نام «کشورهای متحد عرب» اعلام کرد.
هنگامی که ناصر در دمشق بود، سعود بن عبدالعزیز، پادشاه عربستان سعودی، نقشه‌ای را طراحی کرد تا ناصر را هنگام برگشت به قاهره ترور کند. مسئولان سعودی به اشتباه وزیر اطلاعات سوریه، عبدالحکیم السراج، را مأمور انجام این کار کردند. وی که هوادار ناصر بود، ماجرا را افشا کرد و ناصر در یک سخنرانی، در ۴ مارس، اعلام کرد که از نقشهٔ پادشاه سعودی توسط سراج آگاه شده است.
یک روز پس از ترور ناموفق ناصر، او آغاز نگارش قانونِ اساسیِ جدیدِ موقت، توسطِ انجمنِ ملیِ ۶۰۰ عضوی (۴۰۰ مصری و ۲۰۰ سوری) و انحلالِ تمامیِ احزابِ سیاسی را اعلام کرد. ناصر به هر دو اقلیم متحد جدید دو نمایندهٔ رئیس‌جمهور اختصاص داد که البغدادی و عامر برای مصر و صبری العسلی و اکرم حورانی برای سوریه بودند. سپس برای دیدار با نیکیتا خروشچف به مسکو رفت. در این دیدار، خروشچف به ناصر فشار آورد تا تحریم‌های وضع شده بر حزب کمونیست برداشته شود، اما ناصر آن را نپذیرفت.

### افزایش تأثیر بر جهان عرب
این راه مقدس که بر آن امت عربی گام می‌نهد، ما را از یک پیروزی به پیروزی دیگر منتقل می‌کند … و پرچم آزادی که امروز بالای بغداد در اهتزاز است بالای عمان و ریاض به اهتزاز در خواهد آمد. بله، پرچم آزادی که بالای قاهره، دمشق و بغداد امروز در اهتزاز است در بقیه کشورهای خاورمیانه نیز به اهتزاز در خواهد آمد …

ناصر، ۱۹ ژوئیه -دمشق
در این زمان در لبنان، درگیری‌هایی بین گروهای موافق ناصر با رئیس‌جمهور لبنان، کمیل شمعون، و برخی دیگر از مخالفان درگرفت. اوج درگیری‌ها در ماه مه در جریان بحران ۱۹۵۸ لبنان بود. گروه‌های راست لبنان خواستار پیوستن به جمهوری متحد عربی بودند، اما گروهای چپ مخالف آن بودند. ناصر به عبدالحمید سراج فرمان داد که این اختلاف را سامان دهد. سراج نیز کمک‌های محدودی به هواداران لبنانی ناصر داد که شامل کمک‌های مالی، تسلیح با سلاح سبک و آموزش افسران بود. البته این کمک‌ها بسیار کمتر از گفته‌های شمعون مبنی بر «پشتیبانی همه‌جانبه» بود. ناصر قصد تصاحب لبنان را نداشت و آن را «حالت خاص» می‌دید، ولی تلاش کرد که مانع رئیس‌جمهور شدن شمعون برای بار دوم شود.

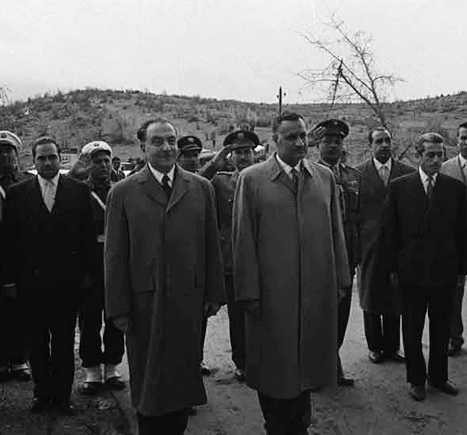
در مارس ۱۹۵۹، ناصر و رئیس‌جمهور لبنان، ناصر، فؤاد شهاب (در سمت راست ناصر) در کنار مرزهای سوریه و لبنان هنگام گفتگو برای پایان دادن به بحران لبنان.

روز ۱۴ ژوئیه، دو افسر ارتش عراق، عبدالکریم قاسم و عبدالسلام عارف با یک کودتا به نظام پادشاهی سلسله هاشمی پایان دادند. در روز بعد، نخست‌وزیر عراقیِ مخالف ناصر، نوری سعید، کشته شد. ناصر حکومت جدید عراق را به رسمیت شناخت و اعلام کرد «هرگونه حمله به عراق، اعلام جنگ به جمهوری متحد عربی است». در ۱۵ ژوئیه، نیروهای پیاده‌نظام آمریکا در لبنان و نیز نیروهای ویژهٔ بریتانیا در اردن با درخواست این دو دولت مستقر شدند، تا توسط نیروهای هوادار ناصر سقوط نکنند. ناصر کودتای ضدسلطنتی عراق را راهی باز شده پیش روی یکپارچگی عربی دید. در ۱۹ ژوئیه، برای اولین بار، اعلام کرد که به «اتحاد عربی کامل» امید بسته است. با این همه ناصر هیچ طرحی برای ادغام عراق با جمهوری متحد عربی نداشت. ناصر در حالی این امر را اعلام کرد که بیشتر اعضای مجلس فرماندهی انقلاب عراق خواستار وحدت ملی این کشور بودند. عبدالکریم قاسم نیز بر آن بود که عراق مستقل باقی بماند و از محبوبیت روزافزون ناصر در کشورش خشمگین بود.
در پاییز ۱۹۵۸، ناصر کمیتهٔ سه نفره‌ای متشکل از زکریا محی‌الدین، اکرم حورانی و صلاح‌الدین بیطار تشکیل داد تا تحولات سوریه را زیر نظر بگیرند. وقتی محیی‌الدین و الحورانی، که بعثی بودند، به قاهره آمدند، ناصر تمامی کسانی که افکاری متفاوت از شیوهٔ ناصر در سوریه داشتند را برکنار کرد. سراج سوریه را تبدیل به حکومت پلیسی کرد و زمین‌داران معترض به تصویب طرح اصلاح کشاورزی مصر در سوریه را زندانی و تبعید کرد و اقدام مشابهی نیز در مقابل کمونیست‌های سوری انجام داد. پس از انتخابات ۱۹۵۸ لبنان که به پیروزی فؤاد شهاب انجامید، روابط جمهوری متحد عربی با لبنان بهبود یافت. در ۲۵ مارس ۱۹۵۹، شهاب با ناصر در مرزهای لبنان و سوریه دیدار کرد، که پایانی بر بحران لبنان بود.

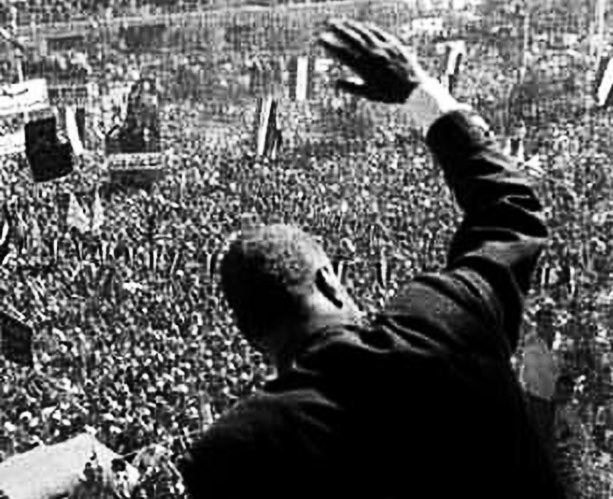
نگاره‌ای از سال ۱۹۶۰ که در آن ناصر برای جمعیت حاضر در دمشق دست تکان می‌دهد.

با آغاز دسامبر، اوضاع سیاسی سوریه به بالاترین مرز آشفتگی رسید. ناصر نیز در مقابله با آن، عامر را به عنوان حاکم کل سوریه در کنار سراج تعیین کرد. رهبران سوری این تصمیم ناصر را نادرست قلمداد کردند و بسیاری از آنان از منصب‌های دولتی خود استعفا دادند. ناصر در ادامه با این رهبران مخالف دیدار و در لحظه‌ای حساس بیان کرد که وی رئیس‌جمهور «منتخب» جمهوری متحد عربی است و آنان که ریاست وی را قبول ندارند، می‌توانند «به مکانی دورافتاده» بروند.

### فروپاشی یکپارچگی با سوریه
ناصر بدون برنامه‌ریزی و مشورت، سیاست‌هایی را در ادارهٔ امور سوریه به کار گرفت. از طریق دفتر ارتشبد عامر افراد مصری امور سوریه را اداره می‌کردند. بخشی از سلاح‌های مدرن اتحاد جماهیر شوروی، به این دلیل که مصر به آن نیازمند است و یکپارچگی مرزی وجود دارد، از سوریه به مصر منتقل شد. از طرف دیگر طرحی وجود داشت که ذخیره طلا از بانک مرکزی سوریه به قاهره منتقل شود. مخالفت‌ها با یکپارچگی دوکشور بین برخی از عناصر اصلی سوری شدت گرفت، این افراد نخبگان اجتماعی، اقتصادی، سیاسی و نظامی سوری بودند. حسن التهامی در خاطراتش بیان می‌کند که قبل از یکپارچگی، کشاورزی در سوریه آسان و پررونق بود و سوریه در این عرصه صادرات داشت و صنعت رو به رشد بود، اما در ژوئیهٔ ۱۹۶۱، ناصر دستور داد بخش‌های گوناگون اقتصاد سوریه ملی شود، که این امر منجر به بحران اقتصادی شد. ناصر دلیل پس رفت اقتصاد سوریه را تسلط کامل بورژوازیٔ بر آن می‌دانست. ناصر نگرانی‌های مردم سوریه، هشدارهای فروپاشی یکپارچگی دوکشور و توصیه‌های نزدیکانش مبنی بر اجرایی نکردن برخی اصلاحات در سوریه را آنچنان که باید جدی نگرفت. صلاح‌الدین بیطار هنگام بازدید از قاهره گفت:
| « | حکم‌رانی ناصر در سوریه، همانند غروب این خورشید، در حال غروب است | » |

در سپتامبر همان سال، ناصر برای کاهش بحران روزافزون سیاسی، وزیر کشور اقلیم شمال (سوریه)، سراج، را اخراج کرد. ابو ریش می‌نویسد که ناصر اصلاً قادر نبود مشکلات سوریه را حل کند، زیرا او نسبت به مسائل این کشور بیگانه بود، اما در مصر وضع اقتصادی بهتر بود و تولید ناخالص داخلی رشد ۴/۵ درصدی داشت و این کشور رشد صنعتی سریع تری داشت. علاوه بر آن، تسلط مطلق عناصر مصری، بدرفتاری ناصر با مخالفان کمونیستی و بعثی و سیاست شکنجه، دلایل دیگرِ ناراحتی مردم و مخالفت با یکپارچگی بود. در ۱۹۶۰، ناصر روزنامه‌های مصر را ملی کرد تا مسائل اجتماعی اقتصادی را تحت پوشش قرار دهد تا مردم اقدامات سوسیالیستی وی را تأیید کنند.
روز ۲۸ سپتامبر ۱۹۶۱، گروهای جدایی‌طلب ارتش سوریه با رهبری مدیر دفتر ارتشبد عامر، عبدالکریم النحلاوی، دست به کودتا در دمشق زدند و اعلام کردند که خواستار جدایی سوریه از جمهوری متحد عربی هستند. در پاسخ به آن، گروه‌های حامی یکپارچگی دوکشور در ارتش سوریه که در شمال سوریه استقرار داشتند با جدایی‌طلبان درگیر شدند و تظاهرات هواداران ناصر در شهرهای بزرگ سوریه بر پا شد. ناصر نیروهای ویژهٔ مصری را به لاذقیه برای پشتیبانی از هم پیمانانش فرستاد، اما پس از دو روز عقب‌نشینی کرد و اعلام کرد که نمی‌خواهد بین کشورهای عربی جنگ صورت گیرد. ناصر جدایی سوریه از جمهوری متحد عربی را روز ۵ اکتبر پذیرفت و اعلان کرد مصر دولت منتخب جدید سوریه را به رسمیت خواهد شناخت. ناصر دخالت دولت‌های عرب مخالف وی را عامل فروپاشی یکپارچگی دوکشور عنوان کرد. طبق نوشتهٔ هیکل، ناصر پس از لغو اتحاد دچار چیزی شبیه فروپاشی عصبی شد و سلامتی او رو به وخامت گذاشت، چنان‌که به میزان مصرف دخانیاتش افزود.

### خیزش جدید در عرصه منطقهٔ عرب

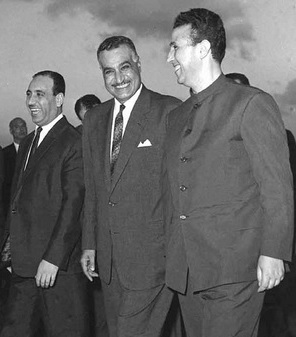
ناصر (در وسط) هنگام دیدار با رئیس‌جمهور الجزایر، احمد بن بلا (در راست) و رئیس‌جمهور عراق، عبدالسلام عارف (چپ) در کنفرانس اتحادیهٔ کشورهای عربی در اسکندریه، سپتامبر ۱۹۶۴.

در ۲۶ سپتامبر۱۹۶۲، افسران یمنی هوادار ناصر به فرماندهی عبدالله السلال به حکومت امام بدر در یمن شمالی پایان دادند. در این هنگام موقعیت منطقه‌ای ناصر به صورت غیرقابل پیش‌بینی تغییر کرد. بدر که علیه وی کودتا شده بود، توسط عربستان سعودی پشتیبانی شد تا دوباره قدرت را به دست بگیرد. ناصر نیز اندکی بعد از ۳۰ سپتامبر، به درخواست السلال حکومت جدید یمن را پشتیبانی نظامی کرد. در نتیجهٔ آن، مصر وارد جنگ داخلی طولانی‌مدتی شد، تا اینکه مجبور شد در ۱۹۶۷ نیروهایش را خارج کند. همکاران باسابقهٔ ناصر از او می‌پرسیدند که حکمت ادامهٔ جنگ چیست اما عامر به او اطمینان می‌داد که پیروزی مصر نزدیک است. ناصر بعدها در ۱۹۶۸ گفت که مداخلهٔ نظامی در یمن «اشتباهی محاسباتی» بود.
در ژوئیهٔ ۱۹۶۲، با وقوع انقلاب الجزایر، الجزایر از فرانسه مستقل شد. ناصر به عنوان پشتیبان مالی و سیاسی قوی خیزش استقلال الجزایر، آن را مثل پیروزی شخصی خودش به حساب آورد. در میان این تحولات، در اوایل ۱۹۶۳، گروه موافق ناصر در خاندان پادشاهی سعودی به فرماندهی طلال بن عبدالعزیز همراه تعداد زیادی از کارمندان اردنی به مصر پناهنده شدند.

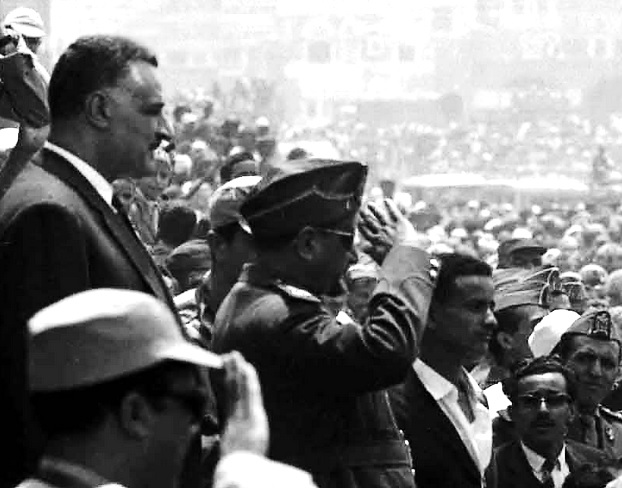
ناصر در آوریل ۱۹۶۴ هنگام رسیدن به صنعا جلوی جمعیت یمنی حاضر شده است. در مقابل ناصر، رئیس‌جمهور یمن، عبدالله السلال، حضور دارد.

در انقلاب ۸ فوریه ۱۹۶۳ عراق، کودتای نظامی به رهبری ائتلاف بعثی-ناصرگرا، قاسم را برکنار کردند و عبدالسلام عارف که ناصرگرا بود، به عنوان ریاست‌جمهور جدید برگزیده شد. روز ۸ مارس، ائتلافی مشابهی در سوریه کودتا کرد. در ۱۴ مارس دو دولت هیئتی را نزد ناصر اعزام کردند، تا برای ایجاد اتحاد عربی جدید رایزنی کنند. در خلال این جلسه، ناصر بعثی‌ها را به علت بی‌تفاوت بودن در قبال خروج سوریه از جمهوری متحد عربی مورد انتقاد قرار داد و تأکید کرد که وی «رهبر اعراب» است. نتیجتاً، به تفاهم رسیدند که نظام فدرالی تشکیل شود، طرفین این پیمان را در ۱۷ آوریل امضا کردند و قرار بود که اتحاد جدید در ماه مهٔ ۱۹۶۵ بر پا شود. ولی از تفاهم صرف نظر شد و ارتش سوریه از ناصریست‌ها پاکسازی شد. برای مقابله با این کار، جاسم علوان، که سرهنگی ناصرگرا بود، دست به کودتایی زد که به شکست انجامید. در مقابل، ناصر بعثی‌ها را «فاشیست» خواند.

### برانگیختن دول عرب بر ضد اسرائیل
در ژانویه ۱۹۶۴، ناصر درخواست برپایی نشست اتحادیه عرب در قاهره را کرد، تا اعراب واکنش یکدستی بر ضد برنامه‌های اسرائیل در مورد منحرف کردن رود اردن برای پیشبرد اهداف اقتصادی، نشان دهند. این کار اسرائیل، اعلام جنگ به سوریه و اردن به حساب می‌رفت. ناصر دودستگی اعراب را سرزنش کرد و وضعیت را «فاجعه‌آمیز» توصیف کرد. ناصر سوریه و فدائیان فلسطینی را ضد تحرکات اسرائیل تشویق می‌کرد، اما خود اعلام کرد که طرحی برای جنگ با این کشور ندارد. در خلال این نشست، ناصر روابط خوبی را با ملک حسین آغاز کرد و روابط خود با عربستان، سوریه و مراکش را بهبود بخشید. در ماه مه، بعد از اینکه دست به تأسیس سازمان آزادی‌بخش فلسطین زد، به‌طور رسمی در نقشِ رهبرِ مسئلهٔ فلسطین قرار گرفت. ناصر با تأسیس این سازمان تلاش می‌کرد فعالیت‌های فدائیان فلسطینی را کنترل کند و رئیس این سازمان احمد الشقیری، از سوی ناصر نامزد شده بود.

## اقدامات نوسازی و مخالفان داخلی

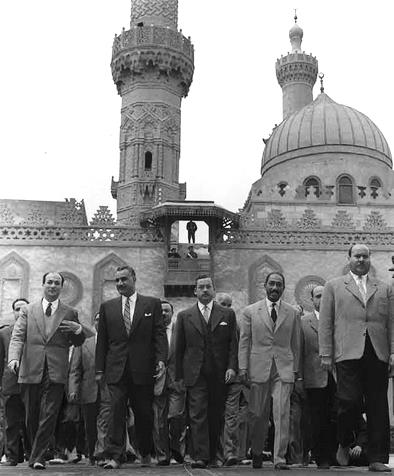
۱۹۵۹، مسؤلان دولتی که برای اقامهٔ نماز جمعه در مسجد الازهر گرد آمده‌اند. از چپ به راست؛ زکریا محیی‌الدین (وزیر کشور)، ناصر، حسین الشافعی (وزیر امور اجتماعی) و انور السادات (دبیرکل اتحادیه ملی).

### الازهر
در ۱۹۶۱، ناصر برای ترویج انقلاب دوم در مصر با هدف ادغام اندیشه‌های اسلامی با سوسیالیسم به دنبال تثبیت جایگاه مصر به عنوان رهبر جهان عرب بود. برای اینکه به این هدف جامه عمل بپوشاند، دست به اصلاحات متعدد نوگرایی در دانشگاه الازهر زد و عملاً از آن‌ها به عنوان عوامل پیشگام در عرصه اسلام سنی و تثبیت اهمیت آن در برابر جنبش اخوان‌المسلمین و نیز جنبش محافظه‌کارتر وهابیت که توسط عربستان سعودی ترویج می‌شد، به کار برد. ناصر از علمای اعلم حاضر در دانشگاه الازهر به عنوان وزنه‌ای در برابر نفوذ اخوان‌المسلمین در مصر که از ۱۹۵۳ آغاز شده بود، استفاده کرد.
ناصر دستور داد تا الازهر تغییراتی را در برنامه‌های درسی که آموزش و پرورش مصر را ضعیف کرده بود، ایجاد کند. در نتیجه، اجازهٔ ایجاد مدارس مختلط و معرفی تکامل زیستی در برنامه درسی مدارس داده شد. همچنین به موجب این اصلاحیه باید دادگاه مدنی و دادگاه شرعی ادغام می‌شد. علاوه بر این، ناصر الازهر را مجبور به صدور فتوای اعتراف به مسلمان بودن مسلمانان شیعه، علوی و دروزی کرد؛ حال آنکه طی قرن‌های پیش، الازهر آن‌ها را «مرتد» می‌خواند.

### درگیری با عامر
پس از جدایی سوریه، ترس ناصر از اینکه عامر به آموزش ارتش و نوسازی آن نمی‌پردازد، افزایش یافت و از جهت دیگر عامر دست به خلق دولت پنهان با ایجاد دستگاه اطلاعات زده بود که ناصر را نگران می‌کرد. در اواخر ۱۹۶۱، ناصر قانونی را صادر کرد که به رئیس‌جمهور اختیار تأیید تمامی انتصابات ارشد نظامی را می‌داد، که انحصار عامر را در این زمینه شکست. علاوه بر آن ناصر دستوری داد تا معیار اصلی ترقی در رتبه، به جای سوابق، لیاقت باشد؛ البته ناصر از این تصمیم منصرف شد، چون که هم‌پیمانان عامر تهدیدش کردند که ضد او قیام می‌کنند.
در اوایل ۱۹۶۲، ناصر بار دیگر سعی کرد که رهبری نظامی را از عامر بگیرد. در پاسخ عامر با ناصر برای اولین بار درگیر شد و عامر به‌طور سری افسران هوادارش را جمع کرد. ناصر در انتها از تصمیمش منصرف شد، زیرا بیم آن داشت که درگیری شدیدی بین ارتش و دولت پدید آید. طبق گفتهٔ بغدادی، از آن زمان به دلیل استرس ناشی از فروپاشی جمهوری متحد عربی و خودکامگی روزافزون عامر و نیز بیماری دیابت، زندگی ناصر به قرص‌های آرام‌بخش وابسته بود.

### پیمان ملی و دورهٔ دوم ریاست جمهوری

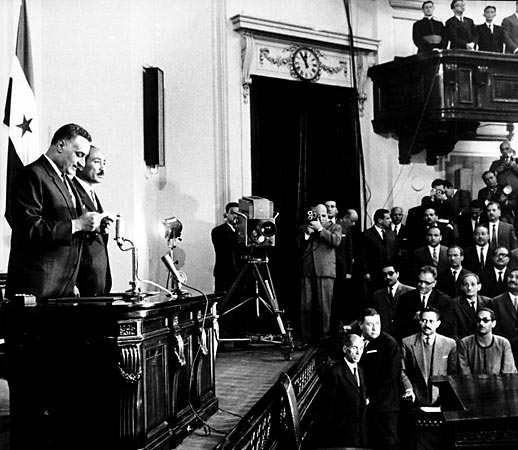
ناصر برای ریاست‌جمهوری دور دومش قسم یاد می‌کند. تاریخ: ۲۵ مارس ۱۹۶۵.

در اکتبر ۱۹۶۱، ناصر برنامهٔ جدیدی برای ملی‌سازی در مصر را آغاز کرد، زیرا که اعتقاد داشت اجرایی شدن تصمیمات جامعه‌خواهی (سوسیالیستی) وی موجب حل مشکلات کشور است. به خاطر محکم‌سازی پایه‌های محبوبیتش در بین شهروندان و جلوگیری از نفوذ ارتش، ناصر پیمان ملی و قانون اساسی جدیدی را در ۱۹۶۲ وضع کرد. مراقبت سلامتی همگانی، اسکان با قیمت مناسب، ایجاد مدارس فنی حرفه‌ای، اهمیت بیشتر به حقوق زنان، برنامه‌های تنظیم خانواده و تعریض کانال سوئز جزء این پیمان بود.
همچنین ناصر دستور داد بر خدمات اجتماعی نظارت شود تا از افزایش تورم، که بر دوش دولت سنگینی می‌کرد، جلوگیری شود. ناصر قوانین جدیدی را برای کارگران وضع کرد که تعیین حداقل درآمد کارگران، حق آنان از سود سهام، آموزش مجانی، مراقبت‌های پزشکی رایگان، کم کردن ساعت کار و مشارکت در کارفرمایی از این جمله بود و علاوه بر آن قانون اصلاح کشاورزی نیز امنیت کشاورزان مزدی کار را تضمین می‌کرد. رشد کشاورزی نیز ترویج شد تا فقر در مناطق روستایی کاهش یابد. در نتیجهٔ تدابیر سال ۱۹۶۲، چیرگی دولت بر شرکت‌های مصر به ۵۱ درصد رسید و دوباره «اتحاد ملی» به اتحاد جامعه‌خواه مصر تغییر نام داد. در پی این تدابیر سرکوب محلی افزایش یافت، چنان‌که هزاران اسلام‌گرا، از جمله ده‌ها افسر ارتش، بازداشت شدند. ناصر تمایل داشت که نظام اداری کشورش، شبیه اتحاد جماهیر شوری شود، که باعث شد به نشانهٔ اعتراض دو تن از همکارانش، البغدادی و حسین الشافعی، استعفا دهند.
ناصر برای بار دوم به عنوان رئیس‌جمهور مصر پس از همه‌پرسی در کشور برگزیده شد و در ۲۵ مارس ۱۹۶۵ قسم یاد کرد. ناصر تنها نامزد ریاست‌جمهوری بود و تقریباً قانون، کاندیدا شدن تمامی مخالفانش را ممنوع کرده بود. در همان سال رهبر فکری اخوان المسلمین، سید قطب، بازداشت شد، قطب متهم به نقشه‌کشی برای ترور ناصر شد و در ۱۹۶۶ به دستور ناصر اعدام شد. از آغاز سال ۱۹۶۶، با کاهش رشد اقتصادی مصر و بحران بدهی مالی دولت که رو به رشد بود، ناصر شروع به کاهش کنترل دولت بر بخش خصوصی و ایجاد انگیزهٔ افزایش صادرات کرد.

## جنگ شش روزه و شکست اعراب

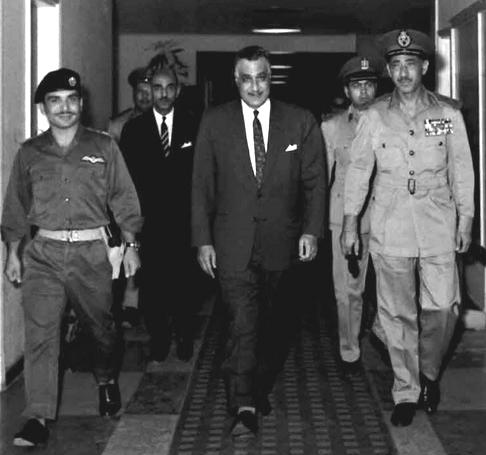
ناصر (وسط)، ملک حسین پادشاه اردن (چپ) و رئیس ستاد ارتش عبدالحکیم عامر (راست) در مقر فرماندهی عالی نیروهای مسلح در قاهره، پیش از به امضاء رسیدن پیمان دفاع مشترک در ۳۰ مهٔ ۱۹۶۷.

در اوایل ۱۹۶۷، اتحاد جماهیر شوروی نسبت به حملهٔ قریب‌الوقوع اسرائیل به سوریه هشدار داد؛ اما رئیس ستاد نیروهای مسلح سوریه، محمد فوزی آن هشدار را «بی‌پایه و بدون اساس» توصیف کرد. طبق نوشتار قندیل، در ۱۴ مه عامر بدون کسب موافقت ناصر، هشدار را به عنوان بهانه‌ای استفاده کرد تا نیروهای ارتش را به سینا بفرستد. ناصر نیز اندکی بعد درخواست کرد که نیروهای پاسدار صلح سازمان ملل متحد از شمال سینا خارج شوند. قبل از آن روز، ناصر پیامی از ملک حسین دریافت کرد که از هم‌دستی آمریکا و اسرائیل برای به جنگ کشاندن مصر هشدار می‌داد. با این وجود ناصر و حسین همدیگر را برای دوری کردن از نبرد با اسرائیل محکوم می‌کردند. حسین با وجود آن، از جنگ احتمالی اسرائیل با مصر که احتمالاً به اشغال کرانه باختری رود اردن توسط اسرائیل منجر می‌شد، می‌ترسید. با تأکیدهایی که از آمریکا و شوروی به دست ناصر می‌رسید، وی هنوز می‌پنداشت که آمریکا می‌تواند مانع حمله اسرائیل شود. در مقابل نیز ناصر به دو قدرت اطمینان داد که مصر فقط از خودش دفاع خواهد کرد.
روز ۲۱ مه، عامر بدون اجازه گرفتن از ناصر، دستور به محاصرهٔ تنگه تیران داد. ناصر این گام عامر را دلیلی برای اسرائیل جهت آغاز جنگ می‌پنداشت. عامر به وی اطمینان داد که ارتش آماده جنگ است، اما ناصر در آن شک داشت. افزون بر آن، عامر از یورش نزدیک اسرائیل خبر داد و خواستار پیش‌دستی در جنگ با ضربات هوایی بود. ناصر این پیشنهاد را رد کرد و دلیلش را نبود خلبانان با لیاقت در نیروی هوائی عنوان کرد. با این وجود، ناصر گفت که اگر اسرائیل حمله کند مصر از امتیاز کثرت نیروهایِ مردمی و جنگ‌افزار بهره‌مند است، که به مصر این امکان را می‌دهد در مقابل حملهٔ اسرائیل حداقل دو هفته مقاومت کند و این مدت، شرایط را برای مصر آماده می‌کند تا تلاش‌های دیپلماتیک برای آتش‌بس را آغاز کند. در این هنگام فشارهای متعددی از طرف مردم عرب و حکومت‌های عربی بر دولت ناصر برای اقدام نظامی وارد می‌شد. در ۲۶ ماه مه، ناصر اعلام کرد که «هدف اصلی ما از بین بردن اسرائیل خواهد بود»، در ۳۰ ماه مه، ملک حسین نیز به ائتلاف سوریه و مصر پیوست.
در صبح روز ۵ ژوئن، نیروی هوایی اسرائیل پایگاه‌های هوائی مصر را بمباران کرد که اغلب آن تخریب شد. قبل از پایان روز اول جنگ، نیروهای زرهی اسرائیل خطوط دفاعی مصر را رد کرده بودند و شهر عریش را اشغال کردند. در روز بعد، عامر دستور عقب‌نشینی فوری نیروهای مصری از سینا را صادر کرد که همین پیاده‌روی منجر به بیشترین تلفات انسانی مصر در طول این جنگ شد. طبق گفتهٔ سادات، ناصر از بحران جنگ بی‌اطلاع بود و تنها زمانی که اسرائیل بر شرم‌الشیخ مسلط شد، از این بحران آگاه شد. ناصر سریع به مقر فرماندهی ارتش رفت تا از وضعیت نظامی جویا شود. افسران حاضر نقل می‌کنند که ناصر و عامر «در رقابت فریاد بدون توقف»، داشتند منفجر می‌شدند. کمیتهٔ اجرایی عالی که خود ناصر برای نظارت بر اوضاع جنگ تشکیل داده بود، دلیل شکست‌های پی‌درپی مصر را رقابت ناصر و عامر و ناتوانی کلی عامر عنوان می‌کند.

### استعفای ناصر و پیامدهای آن

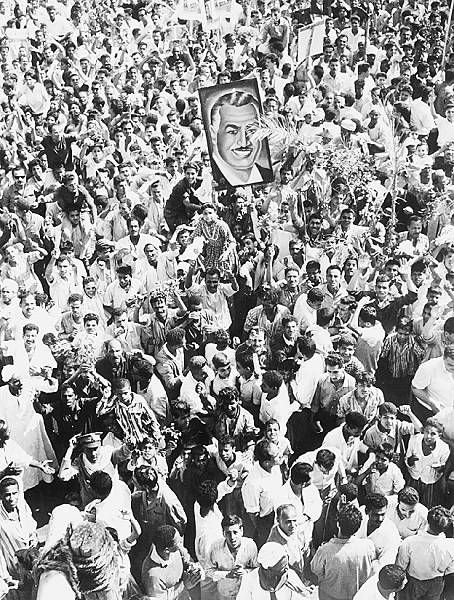
متظاهران مصری ناراضی از استعفای ناصر، ۱۹۶۷

در نتیجه جنگ شش روزه، اسرائیل بر سینا و نوار غزه از مصر، کرانهٔ باختری و قدس شرقی از اردن و بلندی‌های جولان از سوریه تسلط یافت. با این وجود مردم عرب، ادعاهای ایستگاه رادیو عربی مبنی بر پیروزی نزدیک اعراب را باور کرده بودند. روز ۹ ژوئن، ناصر در تلویزیون مصر شکست کشورشان را اعلام کرد. ناصر اندکی بعد در آن روز، در تلویزیون از رئیس‌جمهوری به سود زکریا محیی‌الدین کناره‌گیری کرد. محیی‌الدین که اطلاع پیشینی از این تصمیم نداشت، این پست را قبول نکرد. هزاران تن از هواداران ناصر به خیابان‌ها ریختند و تظاهرات‌های گسترده‌ای در خیابان‌های مصر و تمامی کشورهای عرب برپا شد و مخالفت خود را با این تصمیم ناصر اعلام کردند. مردم شعار می‌دادند: «ما سربازانت هستیم، ای جمال!». ناصر در روز بعد از تصمیمش منصرف شد.
روز ۱۱ ژوئیه، ناصر محمد فوزی را به جای عامر به عنوان فرماندهٔ کل قوا منصوب کرد. اعتراضاتی از سمت هواداران عامر در ارتش روی داد و ۶۰۰ تن از آنان به مقر فرماندهی ارتش رفتند و خواستار بازگشت عامر بودند. پاسخ ناصر، برکناری ۳۰ تن از هواداران عامر در ارتش بود. عامر و هم پیمانانش نقشه‌ای کشیدند تا ناصر را در ۲۷ اوت کنار بزنند. ولی عامر ۱۴ سپتامبر خودکشی کرد. ناصر با وجود آشفتگی روابطش با عامر، گفت «نزدیک‌ترین شخص به خود» را از دست داده است. پس از آن ناصر دستور به جلوگیری دخالت نیروهای مسلح در امر سیاست داد و ده‌ها تن از شخصیات برجسته نظامی و اطلاعاتی وابسته به عامر بازداشت شدند.
در نشست سران کشورهای عرب در خارطوم در ۲۹ اوت همان سال، انحصار نقش فرماندهی ناصر شکسته شد و ملک فیصل، پادشاه عربستان، رهبری کشورهای حاضر را بر عهده داشت. در این نشست آتش‌بس در یمن اعلام شد و با صدور قطعنامه خرطوم این نشست به پایان رسید. در پی جنگ شش روزه، اتحاد جماهیر شوروی به مصر کمک‌های نظامی کرد و روابط خود را با اسرائیل قطع کرد. بعد از جنگ، ناصر روابط خود را با آمریکا قطع کرد. طبق نوشتهٔ ابوالریش، ناصر به سیاست «استفاده از نیروهای بزرگ ضد نیروهای بزرگ» پایان داد. در نوامبر، ناصر قطعنامه ۲۴۲ شورای امنیت مبنی بر خروج نیروهای اسرائیل از سرزمین‌های اشغال شده در جنگ را پذیرفت. هواداران ناصر مدعی شدند که این حرکت ناصر، برای گرفتن زمان آماده‌سازی برای مواجهه دیگری با اسرائیل بود، اما مخالفان ناصر باور دارند قبول این قطعنامه، عقب‌نشینی ناصر از تصمیماتش در مورد استقلال فلسطین بود.

## سال‌های پایانی در ریاست‌جمهوری

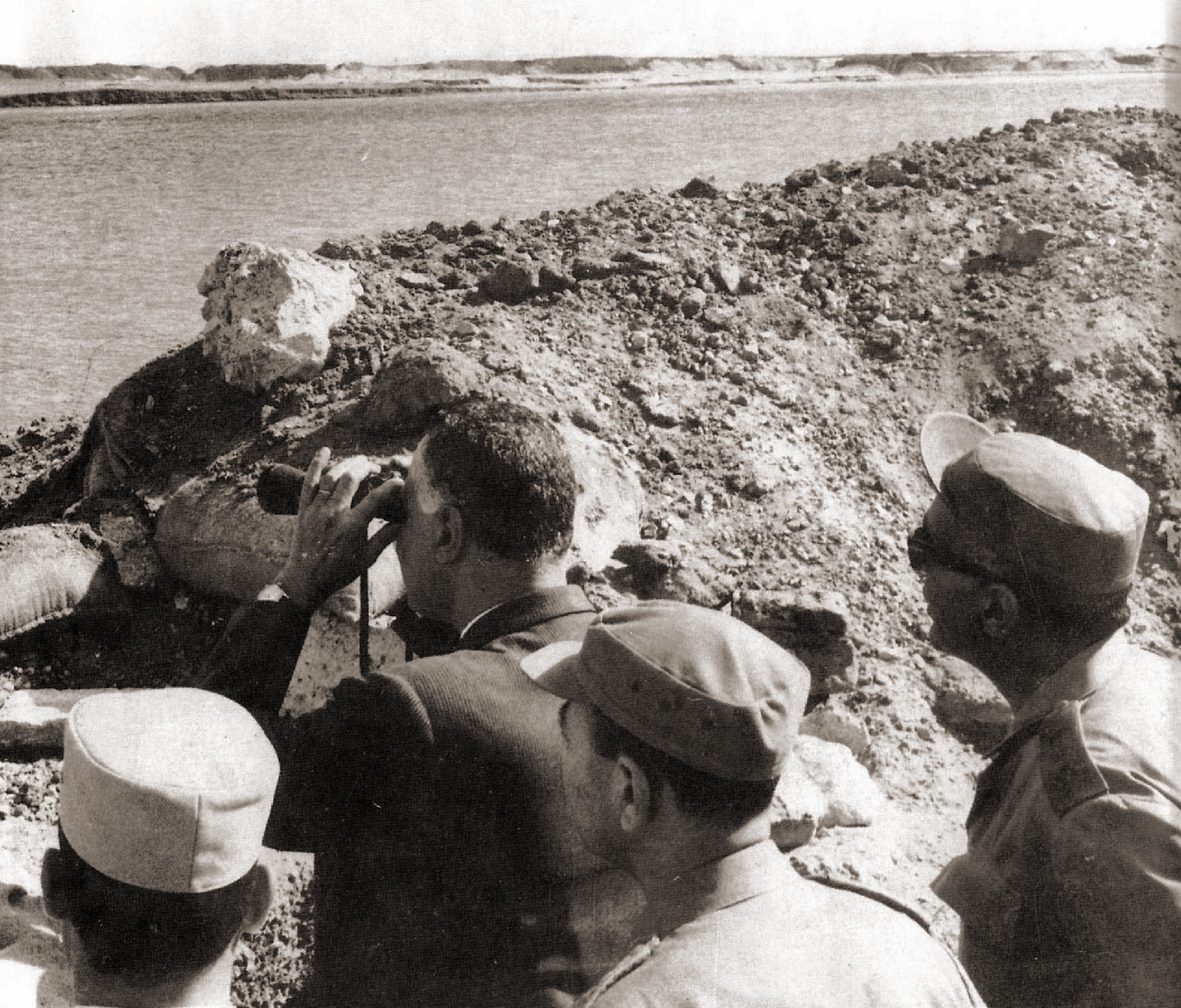
ناصر به همراه افسران کانال سوئز در خلال جنگ فرسایشی سال ۱۹۶۸ بر جبهه نظارت می‌کند. فرمانده کل قوا، محمد فوزی، پشت سر ناصر و در چپ وی رئیس ستاد ارتش، عبدالمنعم ریاض ایستاده‌اند.

### اصلاحات داخلی و تغییرات در کابینه
در ۱۹ ژوئن ۱۹۶۷، ناصر خودش را نخست‌وزیر و فرمانده کل نیروهای مسلح با حفظ سمت ریاست‌جمهوری کرد. ناصر از نظر دادگاه نظامی مبنی بر بخشش افسران نیروی هوائیِ که متهم به کم‌کاری در جنگ شش روزه بودند، خشمگین شد. در اواخر فوریه گروهی از کارگران و دانشجویان دست به اعتراضات گسترده‌ای زدند و خواستار اصلاحات سیاسی بزرگی بودند که بزرگ‌ترین چالش در برابر ناصر از زمان تظاهرات کارگران در مارس ۱۹۵۴ بود. ناصر با گماشتن هشت غیرنظامی به جای چند تن از اعضای «اتحاد جامعه‌خواه عرب» در دولت، به این اعتراضات پاسخ داد. در ۳ مارس، ناصر به دستگاه اطلاعات مصر دستور داد تا به جای جاسوسی از داخل کشور به امورات خارجی تمرکز کند و «از سقوط دولت اطلاعات» خبر داد.
روز ۳۰ مارس، ناصر دستوری مبنی بر بازگشت آزادی‌های شهروندان و افزایش استقلال مجلس از قوهٔ مجریه صادر کرد، همچنین این دستور شامل تغییرات ریشه‌ای دیگری نیز بود، چنان‌که حمله‌ای به منظور پاکسازی دولت از عناصر فاسد صورت گرفت و اندکی بعد در ماه مه آن سال، همه‌پرسی مردمی نیز به اقدامات پیشنهادی رأی مثبت داد. برخی از ناظران معتقدند که این بیانه بر تغییر سیاست از سرکوب سیاسی به آزادی دلالت می‌کند؛ هرچند بیشتر این وعده‌ها محقق نشد.
در دسامبر ۱۹۶۹ ناصر، سادات و حسین الشافعی را به عنوان نائب رئیس انتخاب کرد. با این کار، روابط ناصر با دوستان نظامی‌اش، خالد و زکریا محیی‌الدین و نایب‌رئیس قبلی، صبری، آشفته شد. با فرارسیدن نیمه‌های سال ۱۹۷۰، ناصر پس از آشتی با البغدادی، نامبرده را به جای سادات گماشت.

## جنگ فرسایشی و اقدامات دیپلماسی منطقه‌ای

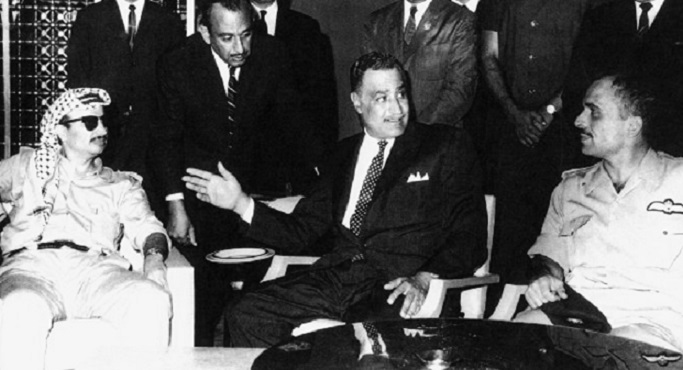
پیش از یک روز از مرگ ناصر، ۲۷ سپتامبر ۱۹۷۰، یاسر عرفات رئیس سازمان آزادسازی فلسطین (چپ) و حسین پادشاه اردن (راست) در نشست اضطراری سران اتحادیه عرب، ناصر بین آن دو برای پذیرفتن آتش‌بس وساطت می‌کند.

در ژانویه ۱۹۶۸، ناصر به جنگ فرسایشی برای بازپس‌گیری سرزمین‌های اشغال‌شده توسط اسرائیل اقدام کرد. ناصر دستور داد که به محل تجمع اسرائیلی‌ها در شرق کانال حمله شود و سپس کانال محاصره شود. پس از اینکه در نبرد کرامه علیه اسرائیل سازمان فتح به موفقیت‌هایی دست یافت، ناصر در ماه مارس به آن‌ها کمک‌های تسلیحاتی کرد. همچنین یاسر عرفات، رئیس سازمان آزادیبخش فلسطین، در مورد تشکیل دولت فلسطین شامل نوار غزه و کرانهٔ باختری با ناصر گفتگو کرد. ابوریش اعتقاد دارد ناصر در این زمان از رهبری مسئلهٔ فلسطین نهایتاً استعفا داد و آن را به یاسر عرفات سپرد.
اسرائیل در پاسخ به بمباران‌های مصر به بمباران هوایی و بمباران توپخانه‌ای شهرهای مصر اقدام کرد. این امر به آوارگی شهروندان شهرهای کرانهٔ غربی کانال سوئز منجر شد. در پی آن، ناصر همه فعالیت‌های نظامی‌اش را متوقف کرد و برنامه‌ای برای ساخت شبکه‌ای از استحکامات دفاعی داخلی را آغاز کرد و در این میان کمک‌های مالی از کشورهای مختلف عربی دریافت می‌کرد. جنگ در مارس ۱۹۶۹ ادامه یافت. در نوامبر قراردادی بین سازمان آزادی‌بخش فلسطین و نیروهای مسلح لبنان توسط ناصر به امضا رسید که به رزمندگان فلسطینی این اجازه را می‌داد که از سرزمین‌های لبنان برای رزم با اسرائیل استفاده کنند.
در ژوئن ۱۹۷۰، ناصر طرح صلح راجرز که ایالات متحده آمریکا از آن حمایت می‌کرد، را پذیرفت. اما طرح توسط اسرائیل، سازمان آزادی‌بخش فلسطین و بیشتر کشورهای عرب، به جز اردن، پذیرفته نشد. این طرح خواستار پایان اقدامات نظامی و عقب‌نشینی اسرائیل از مصر بود. ناصر در ابتدا مخالف این طرح بود، ولی تحت فشار شوروی آن را پذیرفت. شوروی می‌ترسید با بالا گرفتن کشمکش‌های منطقه‌ای وادار به جنگ با آمریکا شود. ناصر هرگونه احتمال گفتگوی مستقیم با اسرائیل را از بین برد و در ده‌ها سخنرانی اعلام کرد که هرگونه گفتگو با اسرائیل نشان از تسلیم شدن است. پس از قبول «طرح صلح راجرز» توسط ناصر، اسرائیل نیز آتش‌بس را پذیرفت. ناصر از صلح به وجود آمده‌استفاده کرد و موشک سطح‌به‌هوا به منطقه کانال برد.
در همان زمان، اختلافات بین سازمان آزادی‌بخش فلسطین و دولت اردن رو به افزایش گذاشت که منجر به آغاز سپتامبر سیاه در اردن برای از بین بردن نیروهای سازمان آزادی‌بخش فلسطین شد. ترس از وقوع جنگ منطقه‌ای ناصر را وادار به برگزاری نشست اضطراری سران کشورهای عرب در ۲۷ سپتامبر کرد، که هدف آن دعوت دو طرف به آتش‌بس بود.

## مرگ و تشییع جنازهٔ ناصر

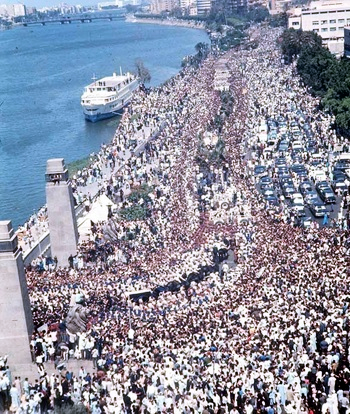
تصویری از مراسم خاکسپاری ناصر در قاهره که پنج میلیون نفر در آن شرکت کردند. تاریخ: ۱ اکتبر ۱۹۷۰.

پس از پایان نشست در ۲۸ سپتامبر ۱۹۷۰، ناصر دچار سکته قلبی شد و پس از چند ساعت، در حدود ساعت ۱۹، درگذشت. حسنین هیکل، انور سادات و همسر ناصر در بستر مرگ او حضور داشتند. به گفتهٔ دکترش، الصاوی حبیبی، دلیل احتمالی مرگ ناصر گرفتگی رگ‌ها، واریس و عواقب تشدید بلند مدت دیابت بود. همچنین ناصر زیاد سیگار می‌کشید و افزون بر آن سابقهٔ بیماری قلبی در خانواده‌اش وجود داشت، که منجر به مرگ دو تن از برادرانش در دههٔ پنجاه قرن بیستم میلادی شده بود. با وجود آن، اوضاع سلامتی ناصر برای مردم، قبل از وفاتش، مشخص نبود.

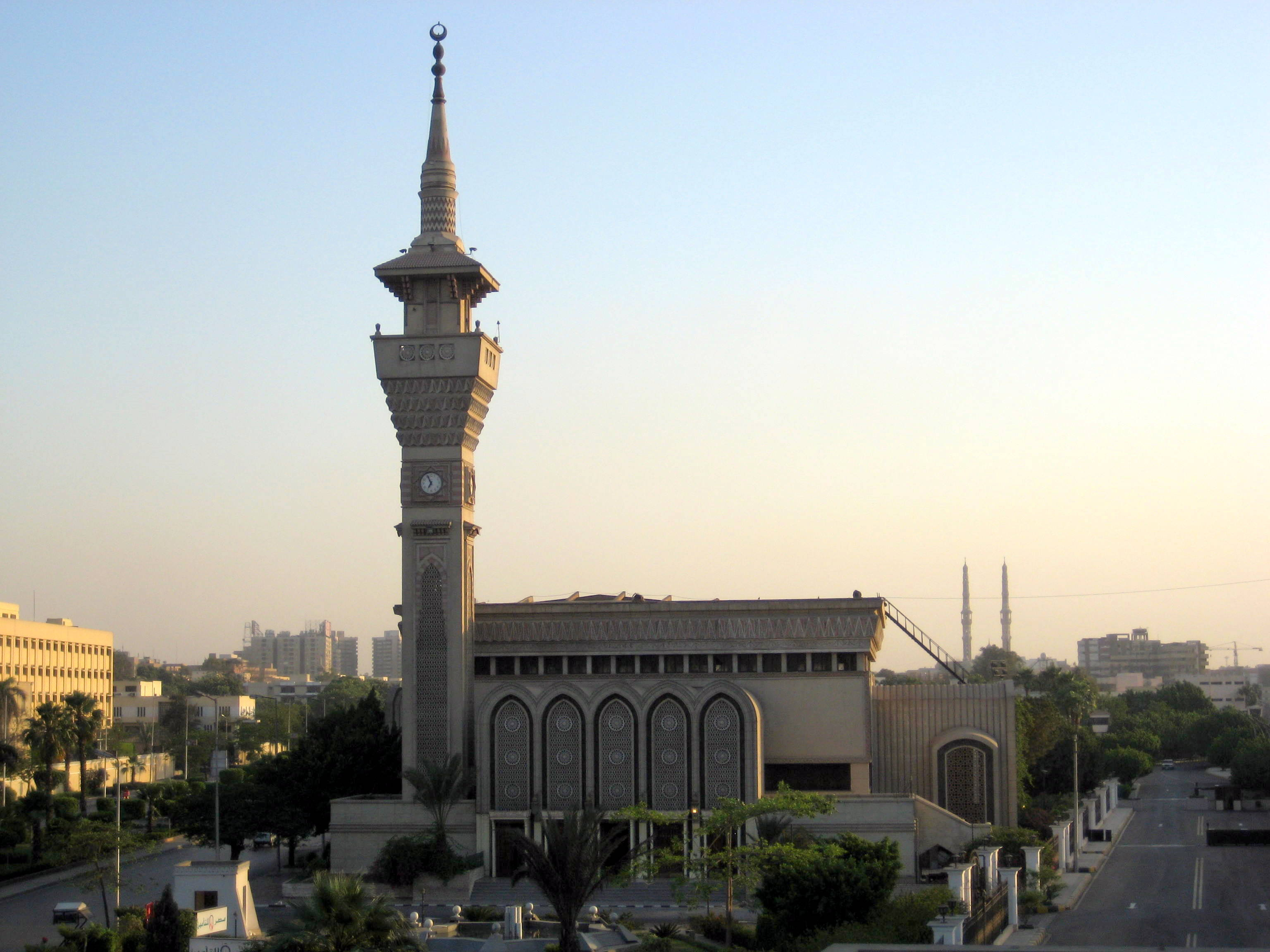
مسجد ناصر در قاهره، محل دفنش.

مراسم خاکسپاری ناصر در ۱ اکتبر در قاهره برگزار شد، که حدود پنج میلیون حضور یافتند. تمامی رهبران کشورهای عرب به جز پادشاه عربستان، ملک فیصل، در آن حضور یافتند. ملک حسین و یاسر عرفات علناً گریه کردند و معمر قذافی به دلیل آشفتگی عاطفی دو بار غش کرد. تعداد کمی از شخصیت‌های بزرگ شرقی و غربی نظیر نخست‌وزیر جماهیر شوروی، آلکسی کاسیگین، و نخست‌وزیر فرانسه، ژاک شابان-دلما، نیز حضور یافتند. پیکر ناصر در مسجد النصر دفن شد و اسم این مسجد نیز به دلیل اینکه محل دفن ناصر بود، به مسجد ناصر تغییر نام داده شد.
در خارج از مصر، سعید السبع، مسئول گروه خلق فلسطین، راهپیمایی مسلح فدائیان فلسطین در طرابلس را برپا کرد. همچنین راهپیمایی بزرگی در بیروت برپا شد، که ده تن در نتیجهٔ شلوغی جان باختند. در بیت‌المقدس، نزدیک به ۷۵٬۰۰۰ عرب در میان شهر قدیم به راه افتادند و شعار «ناصر هرگز نمی‌میرد» را سر دادند. در ایران نیز عزای عمومی اعلام شد. اسدالله علم می‌نویسد: «ساعت ۷:۳۰ صبح به شاهنشاه تلفنی عرض کردم. فرمودند می‌دانم و خبر دارم. عرض کردم حالا که با او [مجدداً] رابطه [دیپلماتیک] برقرار کرده بودیم، عزاداری اعلام بکنیم؟ فرمودند البته.»

## میراث

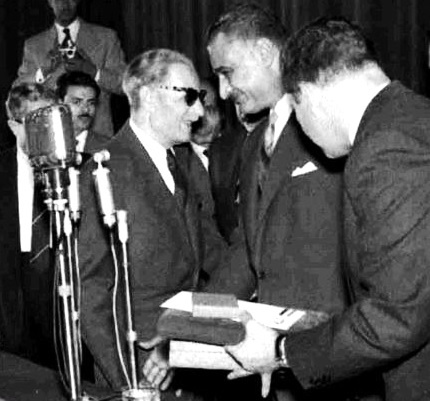
ناصر جایزه ملی ادبیات را به طه حسین (ایستاده در جلوی ناصر و دارای عینک آفتابی) تقدیم می‌کند، ۱۹۵۹.

ناصر مصر را به شکل کامل از قیمومت بریتانیا مستقل کرد. همچنین مصر به قدرتی بزرگ در میان کشورهای در حال توسعه تحت فرماندهی ناصر تبدیل شد. یکی از تلاش‌های داخلی وی برپایی عدالت اجتماعی بود، که یکی از شرط‌های اساسی تحقق لیبرال دموکراسی به‌شمار می‌رود. در زمان ریاست‌جمهوری ناصر، در شرایطی که نظام ارباب رعیتی دوباره داشت حاکم می‌شد، شهروندان عادی از مزایای بی‌سابقه‌ای در مسکن، آموزش، خدمات بهداشتی و تغذیه به همراه گونه‌های متنوعی از خدمات رفاه اجتماعی بهره‌مند شدند. با فرارسیدن اواخر ریاست جمهوری او، شرایط کار و کارگران بهبود یافته بود. اما با این وجود نسبت فقر در کشور بالا باقی‌مانده و درآمدهای زیادی که مخصوص خدمات اجتماعی بود، به امور نظامی اختصاص داده شده بود.
پس از اجرایی شدن قانون اصلاح کشاورزی و پروژه‌های نوسازی بزرگ نظیر فولاد حلوان و سد اسوان و ملی کردن کانال سوئز، اقتصاد مصر به‌طور قابل ملاحظه‌ای رشد کرد. با این وجود، رشد اقتصادی در اوایل دههٔ شصت دچار رکود شد و تا پایان این دهه ادامه داشت و تنها در سال ۱۹۷۰ بهبود یافت. طبق نوشتهٔ جول گوردن، هنگام ریاست جمهوری ناصر، مصر شاهد «عصر طلایی» در فرهنگ بود و این امر در سینما، رادیو و تلویزیون، تئاتر، ادبیات، هنرهای زیبا، کمدی، شعر و موسیقی قابل ملاحظه بود. در زمان ناصر، مصر جهان عرب را تحت سلطهٔ خود داشت و شخصیت‌های فرهنگی و نمادهای زیادی را پدیدآورد.

### تصویر عمومی

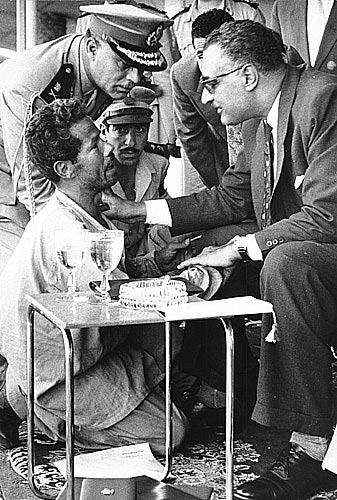
در تصویر ناصر در حال گفتگو با مرد بیکار مصری است. ناصر زمینهٔ کار را برایش فراهم می‌کند. تاریخ: ۱۹۵۹.

با وجودی که جان ناصر با سوءقصدهای زیادی مواجه بود اما وی روابط صمیمانه‌ای با مردم عادی داشته است. ناصر سخنرانِ ماهری نیز بود، و ۱۳۵۹ سخنرانی، در بین سال‌های ۱۹۵۳ و ۱۹۷۰ در کارنامه دارد که بین رئیس جمهوران مصر یک رکورد است. ایلی پوده نوشته است: «توانایی‌اش در به نمایش گذاشتن اصالت مصر، در پیروزی یا شکست» جنبه منحصربفردی در شخصیت ناصر است. روزنامه‌نگاری در مصر نیز در تقویت محبوبیت ناصر کمک می‌کرد، به ویژه پس از اینکه ناصر رسانه‌های رسمی را دولتی کرد.

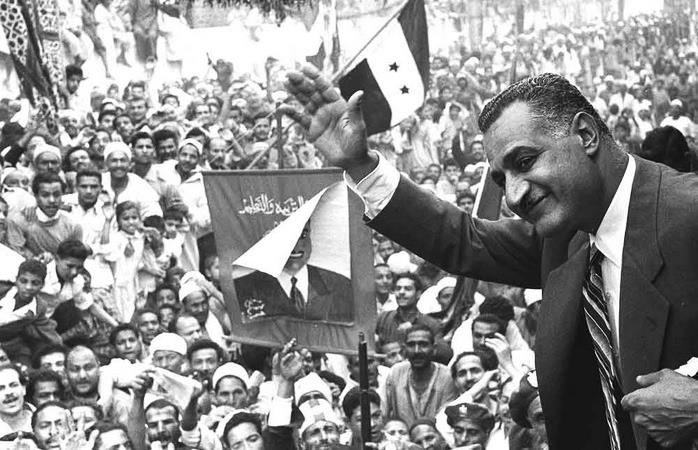
ناصر به مؤرخهٔ ۱۹۶۰ برای جمعیت حاضر در منصوره دست تکان می‌دهد.

طبق نوشتهٔ «پوده»، با وجود اینکه تحصیل‌کردگان مصر اندکی پس از جنگ شش‌روزه تا مرگش در ۱۹۷۰، وی را مورد انتقاد قرار می‌دادند، اما عموم مردم روز به روز، چه در ایام زندگیش چه بعد از آن به وی متمایل‌تر می‌شدند.
حتی امروزه نیز ناصر یکی از شخصیت‌های برجسته در سرتاسر کشورهای عرب و سنبل وحدت و کرامت عربی است. علاوه بر آن نیز شخصیت مهم در تاریخ خاورمیانهٔ معاصر به‌شمار می‌رود. همچنین وی قهرمان عدالت اجتماعی در مصر به حساب می‌آید. مجله تایم می‌نویسد، او با وجود اشتباهاتش، توانست احساسِ ارزشِ شخصی و کرامت ملی به وجود بیاورد که جامعه عرب به مدت ۴۰۰ سال از آن بی‌بهره بود.

### ناصرگرایی در مصر بعد از ناصر
در ۷ اکتبر ۱۹۷۰، سادات، جانشین ناصر، از تصمیمش مبنی بر «ادامهٔ راه ناصر» در سخنرانی برگزیدگی‌اش به عنوان رئیس‌جمهور مصر خبر داد؛ ولی با وجود آن از سیاست‌های ناصر به ویژه پس از جنگ اکتبر ۱۹۷۳ دوری کرد.
هنگام ریاست جمهوری حسنی مبارک، احزاب سیاسی ناصرگرا شروع به ظهور در مصر کردند که نخستینش حزب عرب دموکرات ناصرگرا بود. دو دستگی در بین اعضای این حزب از ابتدای سال ۱۹۹۵، منجر به ایجاد انشعابات جدا از این حزب شد. از این میان، حمدین صباحی حزب الکرامه را در ۱۹۹۷ تأسیس کرد. صباحی در جایگاه سوم انتخابات ریاست‌جمهوری ۲۰۱۲ مصر قرار گرفت. علاوه بر آن، از میان بنیان‌گذاران خیزش کفایت، برخی از فعالان ناصرگرا وجود داشتند.
در خلال بهار عربی، در قاهره و پایتخت‌های عربی هنگام تظاهرات‌های ضد دولتی، عکس ناصر دیده می‌شد. طبق نظر لمیس اندونی، ناصر به «سنبل کرامت عربی» در خلال این تظاهرات‌ها تبدیل شده بود.

### رهبری منطقه‌ای

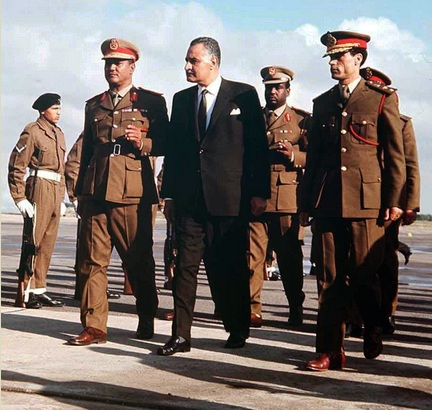
رئیس‌جمهور سودان جعفر نمیری (چپ) و ناصر و معمر القذافی (راست) در فرودگاه بین‌المللی طرابلس سال ۱۹۶۹. قذافی و نمیری تحت تأثیر افکار ملی‌گرای ناصر بودند و قذافی سعی کرد که جانشین ناصر در رهبریِ اعراب باشد.

ناصر در خلال رفتار و سخنرانی‌هایش، قادر به مجسم‌سازی ارادهٔ مردم عرب بود و تعداد زیادی از انقلاب‌های صورت گرفته در کشورهای عربی از افکار ناصر الهام گرفتند. موفقیت‌های ناصر نسبت به رهبران عرب دیگر بی‌سابقه است. به دلیل اینکه، ناصر مرکزیت رهبری در منطقه را در اختیار داشت، تمام رهبران ملی‌گرای عرب را وامی‌داشت تا برای به دست آوردن محبوبیت بین مردمشان، با ناصر روابط دوستانه برقرار کنند.
نظام دولت‌گرایی ویژهٔ ناصر، تقریباً الگویی برای تمامی کشورهای عربی شد، که از این میان کشورهای الجزایر، سوریه، عراق، تونس، یمن، سودان، و لیبی را می‌توان برشمرد؛ برای نمونه احمد بن بلا، نخستین رئیس‌جمهور الجزایر، ناصرگرا بود و عبدالله السلال، یکی از هم‌پیمانان ناصر، پادشاه یمن شمالی شد. علاوه بر آن انقلاب‌های دیگری نیز تحت تأثیر ناصر روی داد که انقلاب عراق در ژوئیه ۱۹۵۸ و سوریه در ۱۹۶۳ از این جمله بود. معمر قذافی نیز به نظام پادشاهی لیبی در سال ۱۹۶۹ پایان داد و ناصر را قهرمان خواند و سعی کرد جانشینش در «رهبری عرب» شود. همچنین سال ۱۹۶۹، سرهنگ جعفر نمیری که شخصی ناصرگرا بود، در سودان به قدرت مسلط شد. اندیشه‌های ملی‌گرای ناصر در سرتاسر جهان عرب به خصوص در فلسطین منتشر شد.

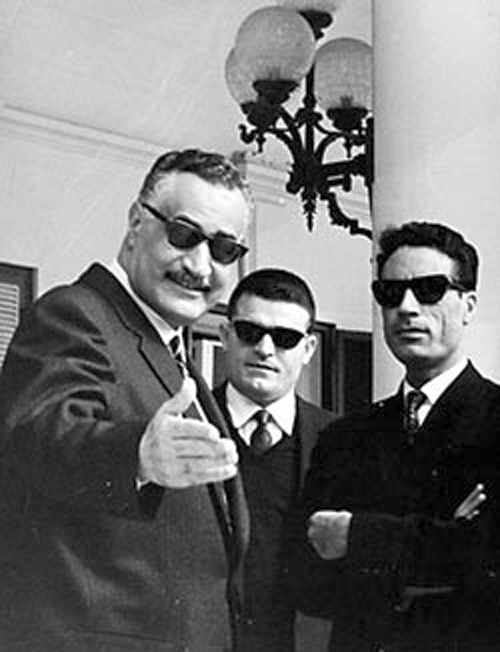
دیدار قذافی و جمال عبدالناصر در تاریخ ۱۹۶۹

## نقد

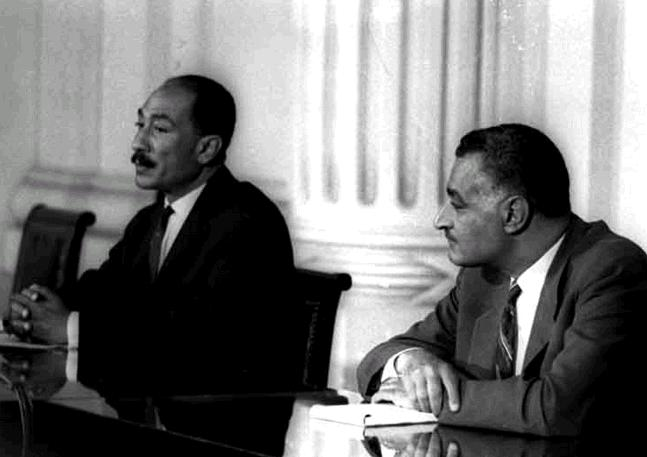
انور السادات (چپ) و ناصر در مجلس شورای ملی سال ۱۹۶۴. سادات جای ناصر را در قدرت سال ۱۹۷۰ می‌گیرد ولی به شدت در دورانش از سیاست‌های ناصر دوری می‌گزیند.

### شکست در اتحاد ملی و برپایی یکپارچگی عربی
ناصر با گروه‌های زیادی چه در میان عرب‌ها و چه در غرب دچار اختلاف بود. نخستین اختلاف وی، با اخوان‌المسلمین و با رئیس‌جمهوری قبلش محمد نجیب بود. محمد نجیب در خاطراتش می‌نویسد که ناصر در قرارداد خروج نیروهای انگلیسی از مصر آسان‌گیری کرده است و به آمریکا و انگلیس امتیازات نظامی و اقتصادی بخشیده است، تا در نبرد میان نجیب و ناصر با او همکاری کنند. حسن التهامی اتهامات ضد ناصر را تکرار می‌کند و اعتقاد دارد که ناصر به دستگاه اطلاعات آمریکا، از طریق کوبلاند که روابط شخصی خوبی با وی داشت، اجازهٔ مداخله در امور مصر را داده است.
گروهی از سیاسیون اتهاماتی به ناصر مبنی بر اینکه وی باعث شکست پروژهٔ وحدت کشورهای عرب شده است، را وارد می‌کنند و باور دارند وی از فرصت به وجود آماده برای یکپارچگی کشورهای عرب خوب استفاده نکرده است. ملی‌گراها در شش کشور عربی نظیر سوریه، عراق، الجزایر، یمن شمالی، لیبی و مصر به قدرت رسیدند و علاوه بر آن دولت‌ها یا سازمان‌های ملی‌گرای عرب در دیگر کشورها مثل سودان، اردن و لبنان به وجود آمده بودند، با این حال تمامی تلاش‌های یکپارچگی بین این کشورها شکست خورد. حسن التهامی در خاطراتش می‌نویسد: ناصر پروژه وحدت چهارگانه مصر، سوریه، اردن و سعودی در سال ۱۹۵۴ را به خاطر مداخله‌اش در امور اردن و تلاش برای دیکته کردن سیاستش بر دولت آنجا بی‌سرانجام باقی گذاشت و نیز تصمیمات بدون برنامه، نقش اساسی در تصمیم سوری‌ها برای جدایی از جمهوری متحد عربی داشت.

### مراکز قدرت در دولت ناصر
از جمله انتقادات وارد شده به ناصر در مصر، بازگذاشتن دست فرمانده نیروهای مسلح، فیلد مارشال عبد الحکیم عامر، در امور کشور است. عامر متهم به عدم مسئولیت و تکبر بود. در این میان گروهی از تحلیل‌گران، عامر و انور سادات را مسئول شکست جنگ شش روزه و شکست یکپارچگی مصر با سوریه و نیز شکست پروژهٔ یکپارچگی با عراق و یمن می‌دانند. به این دلیل که ارتش مصر در سوریه و یمن مثل نیروهای اشغالگر رفتار می‌کرد، که منجر به نارضایتی کشورهای مذکور شد.
استاد علوم سیاسی آمریکایی، مارک کوپر، اعتقاد دارد، میراث ناصر «عدم استقرار» بود. چون که وی به قدرت شخصی اش متکی بود و مؤسسات قوی سیاسی زیر سایهٔ دولت به وجود نیامد. عبد العظیم رمضان، تاریخ‌نگار مصری، می‌نویسد ناصر رهبری غیرعقلانی و غیرمسئول بود. افزون بر آن دارای میل به خودرایی در تصمیمات بود، که منجر به شکست مصر در جنگ شش‌روزه شد.

### حقوق بشر
منتقدان مصری ناصر، وی را دیکتاتور توصیف می‌کنند. ناصر هرگونه پیشرفت دموکراسی را نابود می‌کرد و باعث زندانی شدن هزاران تن از مخالفان شد و ادارهٔ سرکوب‌گری را رهبری کرد، که مسئول تعداد زیادی از موارد نقض حقوق بشر است. اسلام‌گرایان در مصر به خصوص اعضای اخوان‌المسلمین، نظام سیاسی ناصر را سرکوب‌گر می‌دانند و ناصر را «دیکتاتور و شیطانی» توصیف می‌کنند. نویسنده لیبرال، توفیق الحکیم، ناصر را «امپراتور مغلطه» توصیف می‌کند؛ بدین گونه که در سخنرانی مهارت داشت ولی هیچ‌گونه نقشه‌ای برای اهدافی که اعلام می‌کرد، نداشت. شکنجه که ناصر به سوریه وارد کرد، نظیر انداختن بدن مخالفان در اسید برای نابودی اثر آن، یکی از دلایل اصلی سوق دادن سوریه به جدایی از جمهوری متحد عربی بود.
برخی از منتقدان لیبرال و اسلام‌گرا در مصر، مانند بنیان‌گذاران حزب وفد جدید، از ناصر انتقاد می‌کنند. سیاستمدار مصری، علاءالدین الدسوقی، می‌گوید که در انقلاب ۱۹۵۲ تمام تمرکز ناصر برای تسلط بر قدرت بوده است و در زمان ریاست جمهوری اش دموکراسی در این کشور وجود نداشته است و دولتش همواره آزادی بیان و فعالیت سیاسی را سرکوب می‌کرده است.

### سرکوب و محدود کردن روزنامه‌ها
ناصر روزنامه‌ها را سرکوب کرد و آنان را تبدیل به بلندگوی سیاست خود کرد و تمامی روزنامه‌نگارانی که انتقاد یا مخالفت می‌کردند، را کنار زد و به اشخاصی نظیر مصطفی امین، بنیان‌گذار روزنامهٔ اخبار الیوم، فکری اباظه، سردبیر المصور و گردانندهٔ مجلس دارالهلال، احمد ابوالفتح، مؤسس روزنامهٔ المصری، که از نزدیکانش بودند نیز رحم نکرد. در سال ۱۹۵۴، وزیر ارشاد مصر مصوبه‌ای را صادر کرد که پروانهٔ کار ۴۲ روزنامه و مجله مختلف را لغو کرد.

## در فیلم
در ۱۹۶۳، کارگردان مصری، یوسف شاهین، فیلمی ساخت به نام الناصر صلاح الدین (صلاح الدینِ پیروز)، که به‌طور عمدی بین صلاح الدین ایوبی قهرمان جنگهای صلیبی و ناصر یک سیاست‌مدار عرب گرا، تصویری موازی رسم می‌کند. در فیلم ناصر ۵۶ با کاگردانی احمد فاضل، نقش ناصر را احمد زکی بازی کرد. رخدادهای این فیلم به ناصر در زمان بحران کانال سوئز می‌پردازد و در آن زمان در دکه‌های فروش فیلم کشور مصر رکورد زد. همچنین این فیلم به عنوان اولین فیلم درام دربارهٔ رهبران دنیای مدرن عرب شناخته می‌شود. همچنین افزون بر این فیلم، فیلم ناصر ساخت سوریه در ۱۹۹۹، به عنوان یکی از اولین فیلم‌های ساخته شده دربارهٔ رهبران دنیای عرب، شناخته می‌شود.

## زندگی شخصی

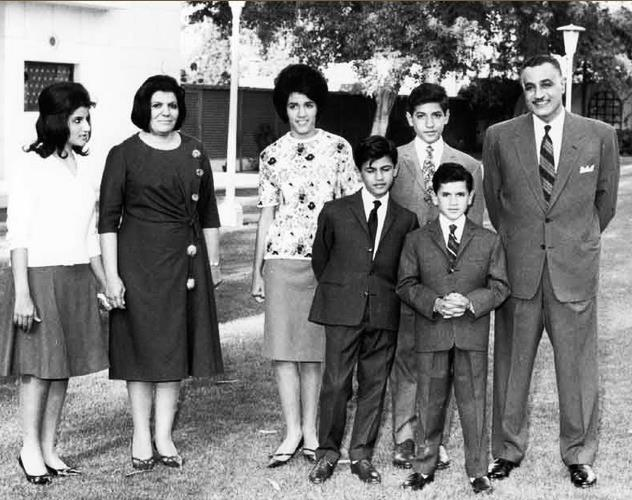
ناصر و خانواده‌اش در منصوریه کبری، ۱۹۶۳. از چپ به راست دخترش مونا، همسرش تحیه کاظم، دخترش هدا، پسرش عبدالحکیم، پسرش خالد، پسرش عبدالحمید و خودش در این تصویر دیده می‌شود.

در ۱۹۴۴، ناصر با تحیه محمدکاظم ۲۲ ساله، که پدرش ثروتمندی ایرانی، و مادرش مصری بود، ازدواج کرد. همسر ناصر زمانی که خردسال بود، والدینش را از دست داد. وی با ناصر به واسطهٔ برادر خود، به نام عبدالحکیم، که دوست ناصر بود، در سال ۱۹۴۳ آشنا شد. پس از ازدواج، ناصر و همسرش به خانه‌ای در منشه البکری در حومه شهر قاهره منتقل شدند و آنجا بقیهٔ زندگیشان را سپری کردند. برخی اوقات ناصر و تحیه محمدکاظم در خانه بحث سیاسی می‌کردند؛ ولی بیشتر ناصر ترجیح می‌داد که زندگی کاریش را از زندگی خانوادگیش جدا نگه دارد. ناصر دوست داشت بیشتر وقت فراغتش را با کودکانش سپری کند. حاصل این ازدواج دو دختر و سه پسر به نام‌های هدا، منا، خالد، عبدالحمید و عبد الحکیم بودند.
ناصر با وجود اینکه پیرو سکولاریسم سیاسی بود، ولی در زندگی شخصی مسلمانی پایبند بود و دو بار حج را به جا آورد. همچنین به شخصیت شریف و غیر فاسدی مشهور بود که باعث شد شهرتش بین شهروندان مصر و جهان عرب افزایش یابد. علایق شخصی ناصر عکس‌برداری، بازی شطرنج، مشاهده فیلم‌های آمریکایی، مطالعهٔ ادبیات عربی، کتاب‌های انگلیسی و مجله‌های فرانسوی و گوش دادن به موسیقی سنتی بود.
ناصر مبتلا به برخی عادات زیان‌بار شخصی نظیر استعمال دخانیات بود، که در مرگ اش دخیل بود. همچنین، وی به شدت کار می‌کرد، به‌طوری‌که در برخی از روزها به ۱۸ ساعت می‌رسید و به ندرت به تعطیلات می‌رفت. ابتلای وی به دیابت در اوایل دههٔ شصت قرن ۲۰میلادی تشخیص داده شد. همچنین او مبتلا به بیماری‌های قلبی نظیر آرتریوسکلروز و افزایش فشار خون بود. ناصر دچار دو حمله قلبی در ساال‌های ۱۹۶۶ و ۱۹۶۹ شد و پس از حملهٔ قلبی دوم مجبور شد به مدت شش هفته در بستر بیماری استراحت کند. رسانه‌های رسمی دلیل غیبت ناصر از انظار عمومی در آن مدت را آنفلوانزا ذکر کردند.

## تألیفات
ناصر کتاب‌های زیر را نوشت که همگی در زمان زندگیش انتشار یافت:
- خاطرات جنگ فلسطین (به عربی: یومیاته عن حرب فلسطین) (۱۹۵۵؛ آخر ساعه)
- فلسفه انقلاب (به عربی: فلسفة الثورة) (۱۹۵۵؛ دارالمعارف)
- در راه آزادی (به عربی: فی سبیل الحریة) (۱۹۵۹؛ قاهره - شرکت عربی-قاهره)

### کتاب‌ها
- العوضی, محمد سعد (1998), حسن التهامی یفتح ملفاته, قاهره: دار دیوان, ISBN 7065715977 {{citation}}: Check |isbn= value: checksum (help)
- نجیب, محمد (1975), کلمتی للتاریخ, قاهره: المکتب المصری الحدیث, ISBN 9772092026
- نجیب, محمد (1984), کنت رئیسا لمصر:, قاهره: المکتب المصری الحدیث, ISBN 9789771360308
- حمروش, احمد (1977), قصة ثورة 23 یولیو - الجزء الأول, بیروت: المؤسسة العربیة للدراسات والنشر, ISBN 9773210502
- با مطرف, محمد عبد القادر (1994), قاموس الاعلام المنتسبین للیمن, صنعا: وزارة السیاحة والثقافة، الجمهوریة الیمنیة ج2

- Abdelmalek, Anwar (1968), Egypt: Military Society, New York City: Random House, OCLC 314333504
- Aburish, Said K. (2004), Nasser, the Last Arab, New York City: St. Martin's Press, ISBN 978-0-312-28683-5
- Adi, Hakim; Sherwood, Marika (2003), Pan-African History: Political Figures from Africa and the Diaspora since 1787, New York City: Routledge, ISBN 0-415-17352-3
- Alexander, Anne (2005), Nasser Life and Times (illustrated ed.), London: Haus Publishing, ISBN 978-1-904341-83-3
- Akram-Lodhi, Haroon; Borras, Saturnino M.; Kay, Cristóbal (2007), Land, Poverty and Livelihoods in an Era of Globalization: Perspectives from Developing and Transition Countries, New York City: Routledge, ISBN 978-0-415-41449-4
- Ansari, Hamied (1986), Egypt: The Stalled Society, Albany: State University of New York Press, ISBN 978-0-7914-9499-8
- Asterjian, Henry D. (2007), The Struggle for Kirkuk: The Rise of Hussein, Oil, and the Death of Tolerance in Iraq, Westport: Greenwood Publishing Group, ISBN 0-275-99589-5
- Atiyeh, George Nicholas; Oweis, Ibrahim M. (1988), Arab Civilization: Challenges and Responses, New York City: State University of New York Press, ISBN 978-0-7914-9541-4
- Beinin, Joel (2005), The Dispersion of Egyptian Jewry: Culture, Politics, and the Formation of a Modern Diaspora, Cairo: American University in Cairo Press, ISBN 977-424-890-2
- Bernard-Maugiron, Nathalie (2008), Judges and Political Reform in Egypt, Cairo: American University in Cairo Press, ISBN 978-977-416-201-5
- Bidwell, Robin Leonard (1998), Dictionary Of Modern Arab History, Abingdon: Routledge, ISBN 0-7103-0505-2
- Bird, Kai (2010), Crossing Mandelbaum Gate: Coming of Age Between the Arabs and Israelis, 1956–1978, New York City: Simon & Schuster, ISBN 978-1-4165-4440-1
- Botman, Selma (1988), The Rise of Egyptian Communism, 1939–1970, New York City: Syracuse University Press, ISBN 978-0-8156-2443-1
- Brightman, Carol (2004), Total Insecurity: The Myth Of American Omnipotence, London: Verso Books, ISBN 1-84467-010-4
- Brooks, Risa (2008), Shaping Strategy: The Civil-military Politics of Strategic Assessment, Princeton: rinceton University Press, ISBN 978-0-691-12980-8
- Brown, Leon Carl (2000), Religion and State: The Muslim Approach to Politics, New York City: Columbia University Press, ISBN 0-231-12038-9
- Brownlee, Jason (2007), Authoritarianism in an Age of Democratization, New York City: Cambridge University Press, ISBN 978-0-521-86951-5
- Brynen, Yaacov; Korany, Bahgat; Noble, Paul (1995), Political Liberalization and Democratization in the Arab World, vol. 1, Boulder: Lynne Rienner Publishers, ISBN 1-55587-559-9
- Byman, Daniel; Waxman, Matthew (2002), The Dynamics of Coercion: American Foreign Policy and the Limits of Military Might, New York City: Cambridge University Press, ISBN 978-0-521-00780-1
- Cook, Steven A. (2011), The Struggle for Egypt: From Nasser to Tahrir Square, New York: Oxford University Press, ISBN 978-0-19-979526-0
- Cooper, Mark N. (1982), The Transformation of Egypt, Hoboken: Taylor & Francis, ISBN 0-7099-0721-4
- Cubert, Harold M. (1997), The PFLP's Changing Role in the Middle East, London: Psychology Press, ISBN 978-0-7146-4772-2
- Daigle, Craig (2012), The Limits of Detente: The United States, the Soviet Union, and the Arab–Israeli Conflict, 1969–1973, New Haven: Yale University Press, ISBN 978-0-300-16713-9
- Dann, Uriel (1989), King Hussein and the Challenge of Arab Radicalism, New York: Oxford University Press, ISBN 978-0-19-536121-6
- Darling, Linda T. (2013), A History of Social Justice and Political Power in the Middle East: The Circle of Justice From Mesopotamia to Globalization, New York: Routledge, ISBN 978-1-136-22018-0
- Dawisha, Adeed (2009), Arab Nationalism in the Twentieth Century: From Triumph to Despair, Princeton: Princeton University Press, ISBN 0-691-10273-2
- Dekmejian, Richard Hrair (1971), Egypt Under Nasir: A Study in Political Dynamics, Albany: State University of New York Press, ISBN 978-0-87395-080-0
- Dokos, Thanos P. (2007), Security Sector Transformation in Southeastern Europe and the Middle East, Washington, D.C.: IOS Press, ISBN 978-1-58603-757-4
- Fahmy, Ismail (13 September 2013), Negotiating for Peace in the Middle East (Routledge Revivals), Routledge, ISBN 978-1-135-09415-7
- Farid, Abdel Magid (1996), Nasser: The Final Years, Reading: Garnet & Ithaca Press, ISBN 0-86372-211-3
- Ferris, Jesse (2013), Nasser's Gamble: How Intervention in Yemen Caused the Six-Day War and the Decline of Egyptian Power, Princeton University Press, ISBN 0-691-15514-3
- Ginat, Rami (2010), Syria and the Doctrine of Arab Neutralism: From Independence to Dependence, Portland: Sussex Academic Press, ISBN 978-1-84519-396-6
- Goldschmidt, Arthur (2008), A Brief History of Egypt, New York: Infobase Publishing, ISBN 978-0-8160-6672-8
- Gordon, Joel (2000), "Nasser 56/Cairo 96: Reimaging Egypt's Lost Community",  in Walter Armbrust (ed.), Mass Mediations: New Approaches to Popular Culture in the Middle East and Beyond, Berkeley: University of California Press, ISBN 0-520-21925-2
- Hamad, Mahmoud (2008), When the Gavel Speaks: Judicial Politics in Modern Egypt, ProQuest, ISBN 978-1-243-97653-6
- Haydock, Nickolas; Risden, Edward L. (2009), Hollywood in the Holy Land: Essays on Film Depictions of the Crusades and Christian-Muslim Clashes, Jefferson: McFarland and Company, ISBN 0-7864-4156-9
- Heikal, Mohamed Hassanein (1973), The Cairo Documents: The Inside Story of Nasser and His Relationship with World Leaders, Rebels, and Statesmen, New York City: Doubleday, ISBN 978-0-385-06447-7
- Hourani, Albert (2002), A History of the Arab Peoples, Cambridge: Harvard University Press, ISBN 0-674-01017-5
- Hourani, Albert; Khoury, Phillip Shukry (2004), The Modern Middle East: A Reader, London: I.B. Tauris, ISBN 1-86064-963-7
- James, Laura M. (2008), "When Did Nasser Expect War? The Suez Nationalization and its Aftermath in Egypt",  in Simon C. Smith (ed.), Reassessing Suez 1956: New Perspectives on the Crisis and Its Aftermath, Aldershot: Ashgate Publishing, ISBN 978-0-7546-6170-2
- Jankowski, James P. (2001), Nasser's Egypt, Arab Nationalism, and the United Arab Republic, Boulder: Lynne Rienner Publishers, ISBN 1-58826-034-8
- Joesten, Joachim (1974), Nasser: The Rise to Power, Long Acre, London: Odhams Press Limited, OCLC 317256563
- Kandil, Hazem (2012), Soldiers, Spies and Statesmen: Egypt's Road to Revolt, Brooklyn: Verso Books, ISBN 978-1-84467-962-1
- Kimmerling, Baruch; Migdal, Joel S. (2003), The Palestinian People: A History, Cambridge: Harvard University Press, ISBN 0-674-01129-5
- Kyle, Keith (2001), "Britain's Slow March to Suez",  in David Tal (ed.), The 1956 War: Collusion and Rivalry in the Middle East, London: Psychology Press, ISBN 0-7146-4840-X
- Kyle, Keith (2011), Suez: Britain's End of Empire in the Middle East, London: I.B. Tauris, ISBN 978-1-84885-533-5
- Litvin, Margaret (2011), Hamlet's Arab Journey: Shakespeare's Prince and Nasser's Ghost, Princeton: Princeton University Press, ISBN 978-0-691-13780-3
- Makdissi, Usama (2011), Faith Misplaced: The Broken Promise of U.S. -Arab Relations: 1820–2001, New York: PublicAffairs, ISBN 978-1-58648-680-8
- Mehrotra, Raja R. (1990), Nehru: Man Among Men, New Delhi: Mittal Publications, ISBN 978-81-7099-196-0
- Mutawi, Samir A. (18 July 2002), Jordan in the 1967 War, Cambridge University Press, ISBN 978-0-521-52858-0
- Nelson, Cynthia (2000), Situating Globalization: Views from Egypt, Bielefeld: Transcript, ISBN 978-3-933127-61-7
- Nutting, Anthony (1972), Nasser, New York City: E.P. Dutton, ISBN 978-0-525-16415-9
- Osman, Tarek (2011), Egypt on the Brink: From Nasser to Mubarak, New Haven: Yale University Press, ISBN 978-0-300-16275-2
- Parker, Richard Bordeaux (1996), The Six-Day War: A Retrospective, Gainesville: University Press of Florida, ISBN 978-0-8130-1383-1
- Peretz, Don (1994), The Middle East Today (6th ed.), Santa Barbara: Greenwood Publishing Group, ISBN 978-0-275-94576-3
- Podeh, Elie (1999), The Decline of Arab Unity: The Rise and Fall of the United Arabic Republic, Portland: Sussex Academic Press, ISBN 1-902210-20-4
- Podeh, Elie (2004), Rethinking Nasserism: Revolution and Historical Memory in Modern Egypt, Gainesville: University Press of Florida, ISBN 0-8130-2704-7
- Pollack, Kenneth M. (2002), Arabs at War: Military Effectiveness, 1948–1991, Lincoln: University of Nebraska Press, ISBN 0-8032-3733-2
- Rasler, Karen; Thompson, William R.; Ganguly, Sumit (2013), How Rivalries End, Philadelphia: University of Pennsylvania Press, ISBN 978-0-8122-4498-4
- Reich, Bernard (1990), Political Leaders of the Contemporary Middle East and North Africa: A Biographical Dictionary, Santa Barbara: Greenwood Publishing Group, ISBN 978-0-313-26213-5
- Reid, Donald Malcolm (1981), Lawyers and Politics in the Arab World: 1880–1960, Minneapolis: Bibliotheca Islamica, Inc., ISBN 978-0-88297-028-8
- Rogan, Eugene (2011), The Arabs: A History, New York: Basic Books, ISBN 978-0-465-02822-1
- Rubin, Barry (2010), Guide to Islamist Movements, Armonk: M.E. Sharpe, ISBN 978-0-7656-1747-7
- Seale, Patrick (1990), Asad of Syria: The Struggle for the Middle East, Berkeley: University of California Press, ISBN 978-0-520-06976-3
- Salam, Nawaf A. (2004), Options for Lebanon, Location: I.B. Tauris, ISBN 1-85043-928-1
- Stephens, Robert Henry (1972), Nasser: A Political Biography, New York: Simon & Schuster, ISBN 978-0-671-21224-7
- Shemesh, Moshe; Troen, Selwyn Illan (1990), The Suez-Sinai Crisis: A Retrospective and Reappraisal, New York: Psychology Press, ISBN 0-7146-3356-9
- Shlaim, Avi; Louis, William Roger (2012). The 1967 Arab-Israeli War: Origins and Consequences. Cambridge University Press. ISBN 978-1-107-00236-4.
- Stork, Joe (2001), "Egypt",  in Joel Krieger (ed.), The Oxford Companion to Politics of the World, New York: Oxford University Press, ISBN 0-19-511739-5
- Sullivan, Earl L. (1986), Women in Egyptian Public Life, Syracuse: Syracuse University Press, ISBN 978-0-8156-2354-0
- Talhami, Ghada Hashem (2007), Palestine in the Egyptian Press: From al-Ahram to al-Ahali, Lanham: Lexington Books, ISBN 978-0-7391-1784-2
- Tan, See Seng; Acharya, Amitav (2008), Bandung Revisited: The Legacy of the 1955 Asian-African Conference for International Order, Singapore: NUS Press, ISBN 978-9971-69-393-0
- Yaqub, Salim (2004), Containing Arab Nationalism: The Eisenhower Doctrine and the Middle East, Chapel Hill: University of North Carolina Press, ISBN 0-8078-5508-1
- Vatikiotis, Panayiotis J. (1978), Nasser and His Generation, London: Croom Helm, ISBN 978-0-85664-433-7
- Viorst, Milton (1987), Sands of Sorrow: Israel's Journey from Independence, London: I.B. Tauris, ISBN 978-1-85043-064-3
- Weston, Mark (2008), Prophets and Princes: Saudi Arabia from Muhammad to the Present, New York: John Wiley & Sons, ISBN 978-0-470-18257-4